# 기아 카니발
기아 카니발(Kia Carnival)은 기아에서 1998년부터 생산하고 있는 미니밴이다.

## 1세대(KV-2/GQ)

### 카니발(1998년1월~2001년2월)

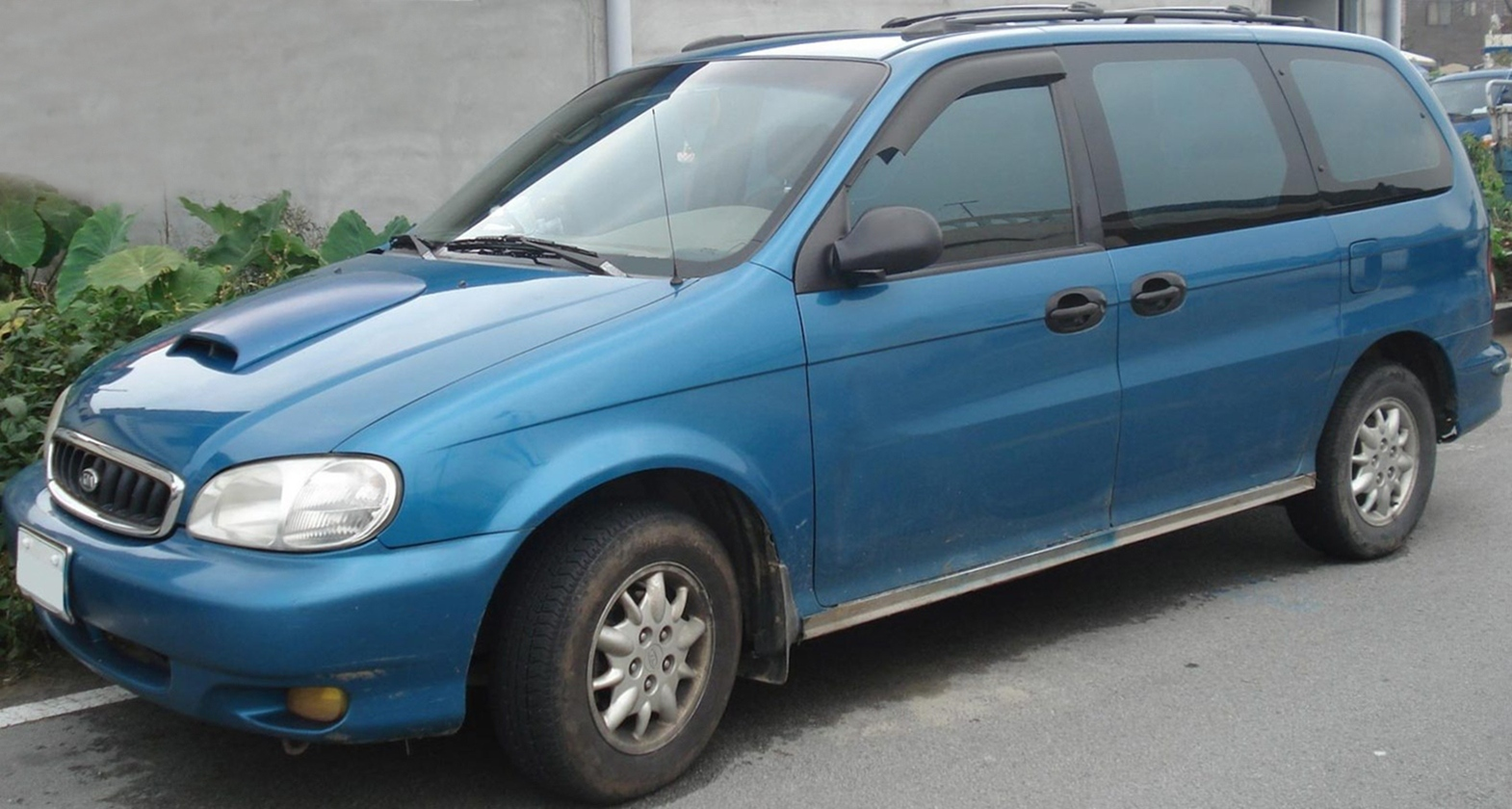
기아 카니발(전기형) 정측면

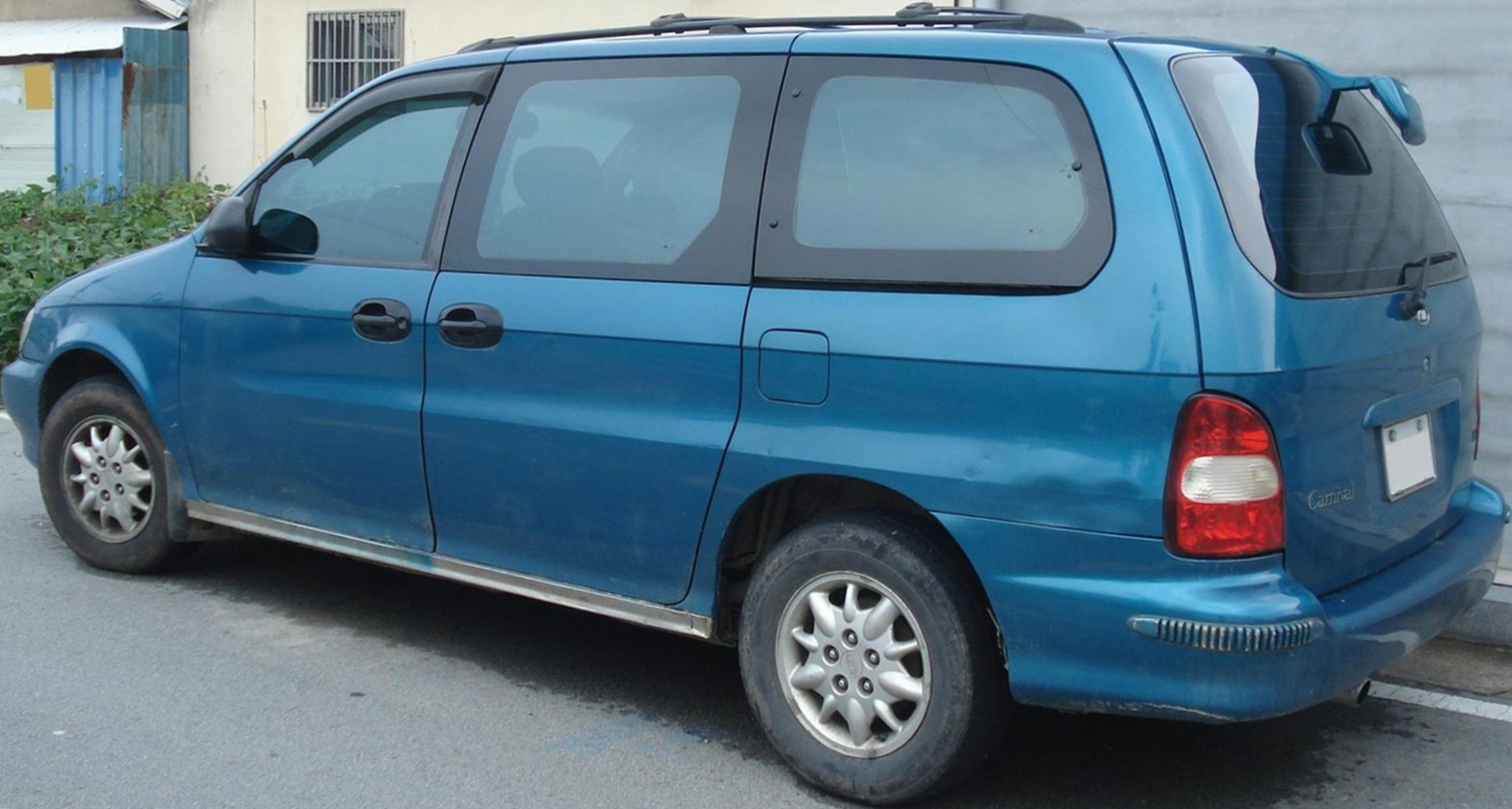
기아 카니발(전기형) 후측면

기아자동차가 법정 관리에 들어간 1997년 후반에 기아자동차는 이듬해(1998년)에 내놓을 신차들을 대거 공개하게 됐다. 차종은 슈마, 크레도스 2(당시 G-2), 레토나 등을 비롯하여 카니발이 있었다. 중형 세단인 크레도스 플랫폼으로 개발된 카니발은 1998년 1월 7일부터 시판하기 시작한 1.5박스 형태의 미니밴이다. 본넷 메인 프레임 밑에 보조 프레임을 덧대 높은 차체 강성을 자랑했으며, 좌우 양쪽 슬라이딩 도어가 적용되어 편의성을 높였다. 영국 로버와 함께 개발한 175마력의 V6 2.5ℓ 가솔린 엔진과 135마력의 2.9ℓ 디젤 엔진을 얹었다. 카니발 판매 대수의 절반은 경제성이 높은 디젤 차량이었으며, 가솔린 차량은 전체 판매 대수의 3%에 미치지 못할 정도로 판매량이 적었다. 특히 2.9ℓ 디젤 엔진인 KJ3 디젤 엔진은 기아자동차가 1994년부터 1,300억원을 들여 독자 개발한 것으로, 한국산업기술진흥협회의 장영실 상을 수상했다. 이 엔진은 대한민국산 최초의 DOHC 디젤 엔진이며, 최초의 직분사 디젤 엔진이기도 하다. 그러나 이 엔진은 큰 문제를 일으키며, 수많은 리콜이 봇물처럼 터져나오기도 했다. 1999년 4월 27일에는 150마력의 V6 2.5ℓ LPG 엔진을 추가하여 선택의 폭을 넓혔다. 카니발 Ⅱ가 나오기 전인 2001년까지 총 219,400여대가 판매되어 기아자동차의 회생의 기폭제 역할을 수행하는 기염을 토해냈다.

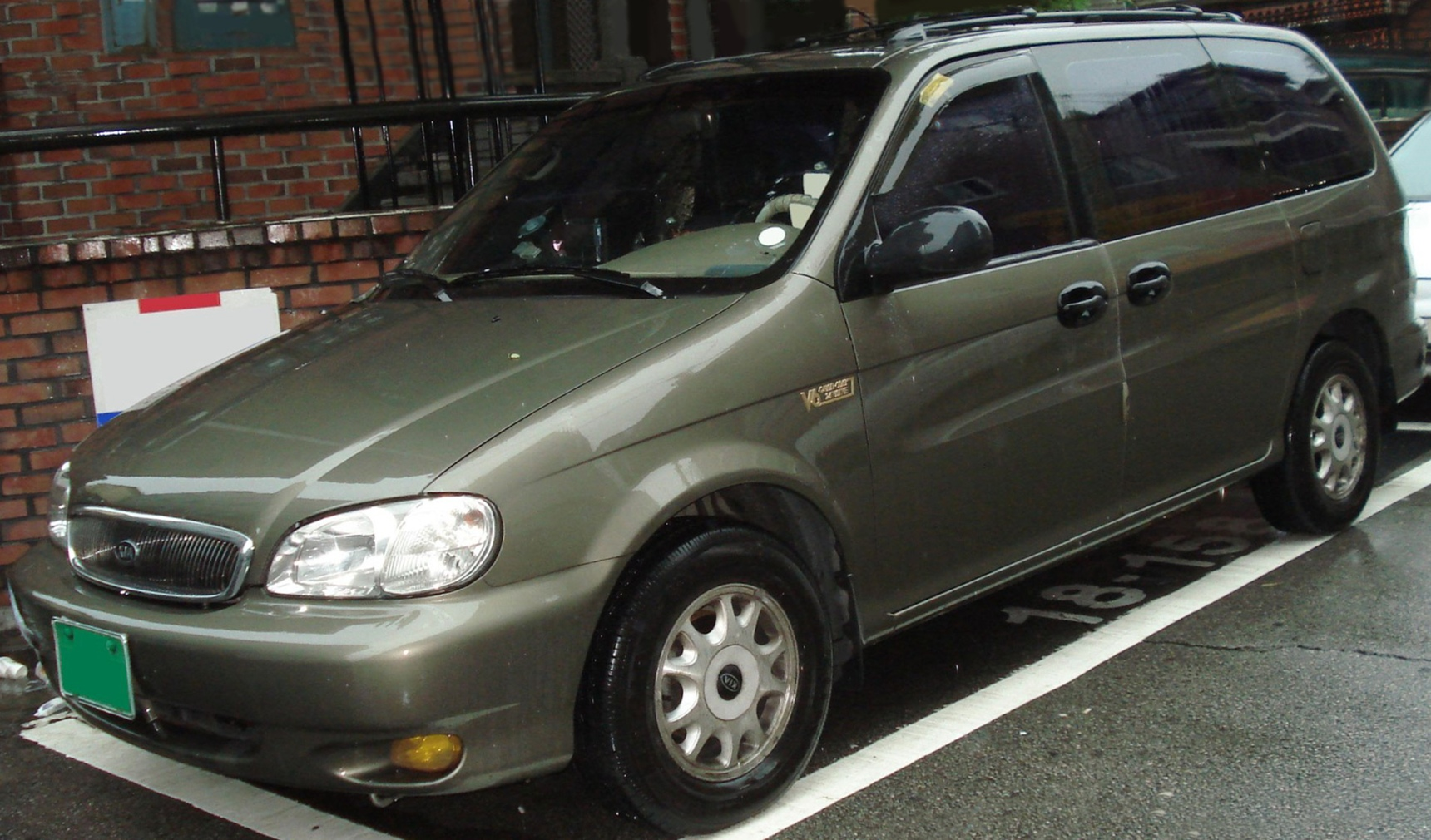
기아 카니발(중기형) 정측면
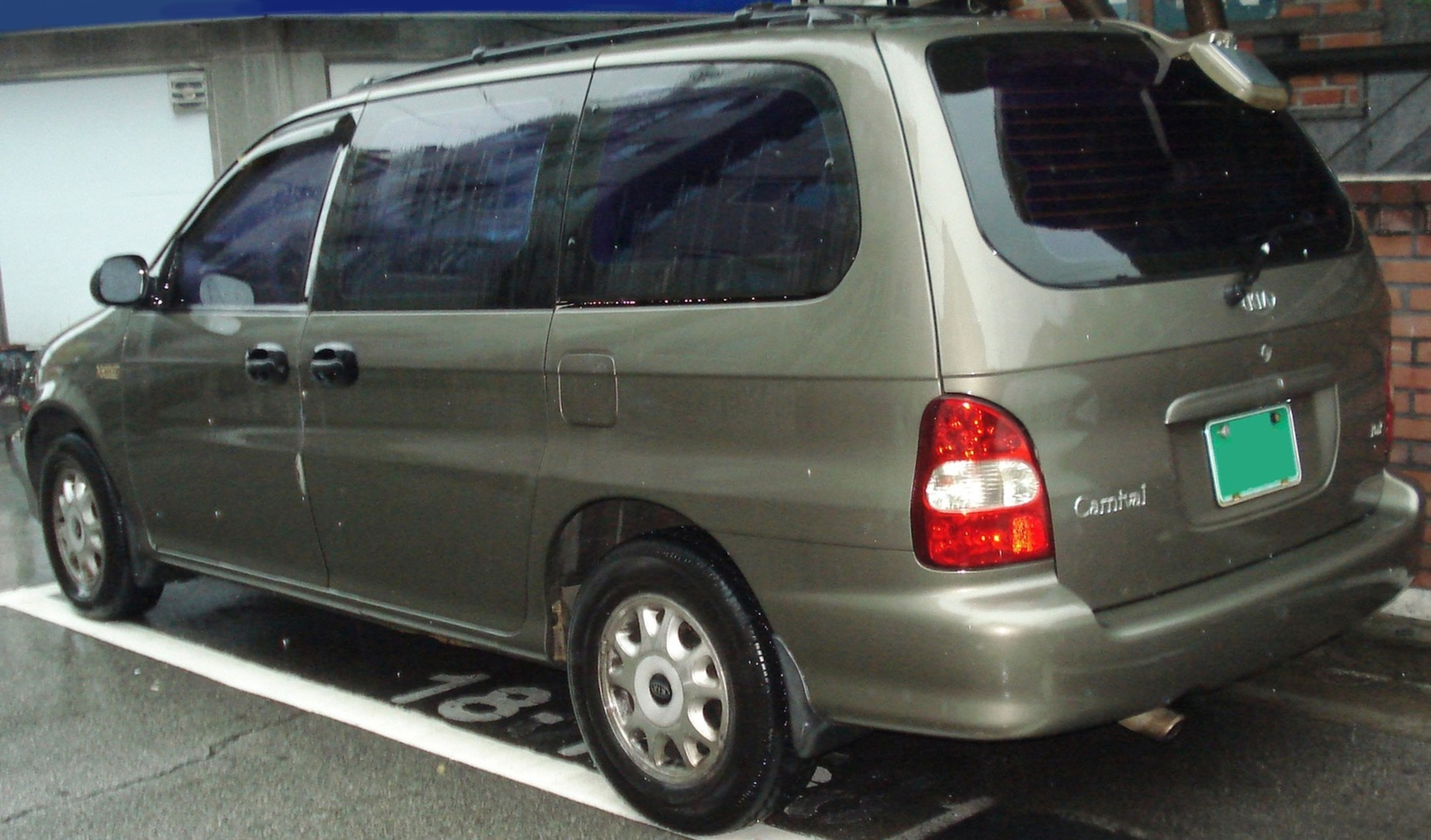
기아 카니발(중기형) 후측면
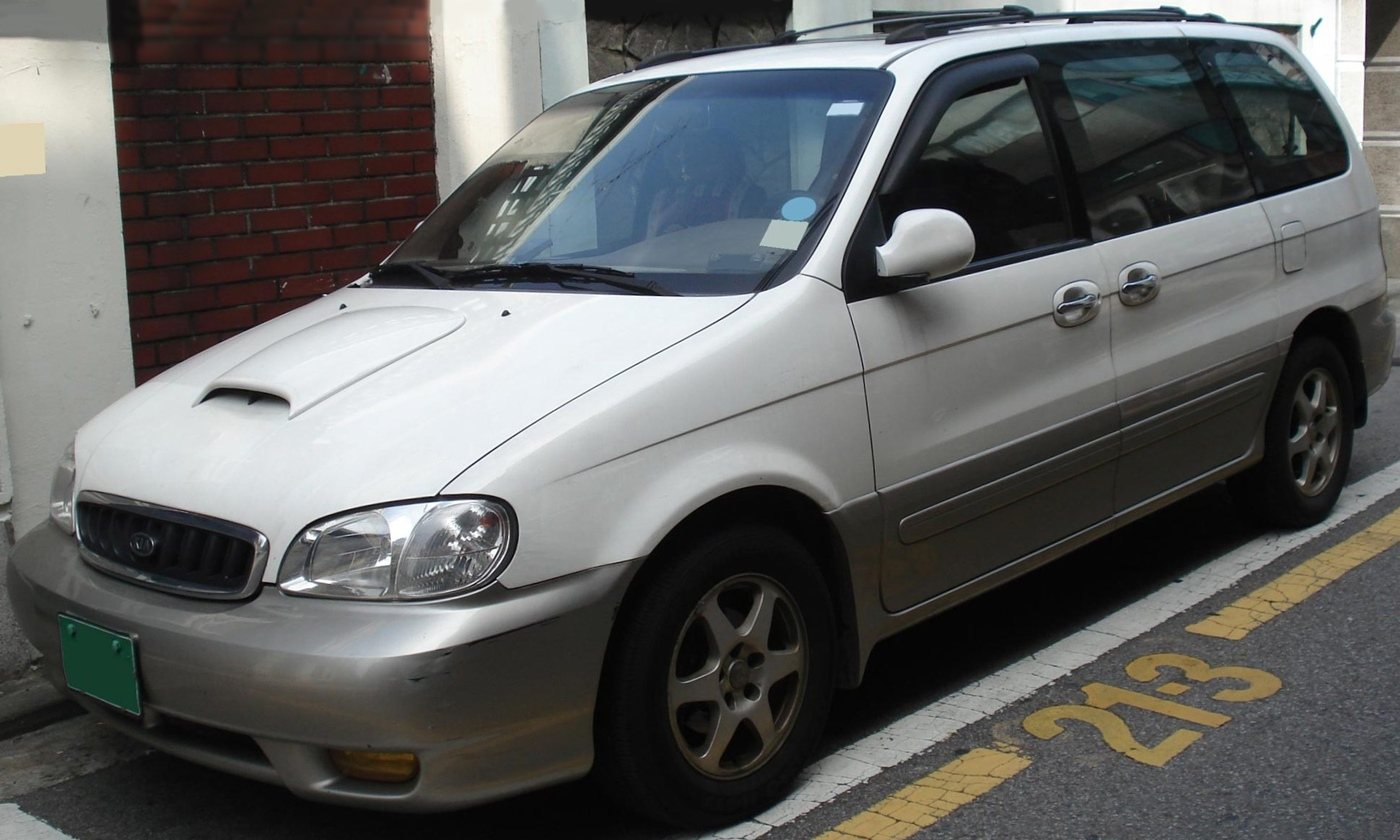
기아 카니발(후기형) 정측면
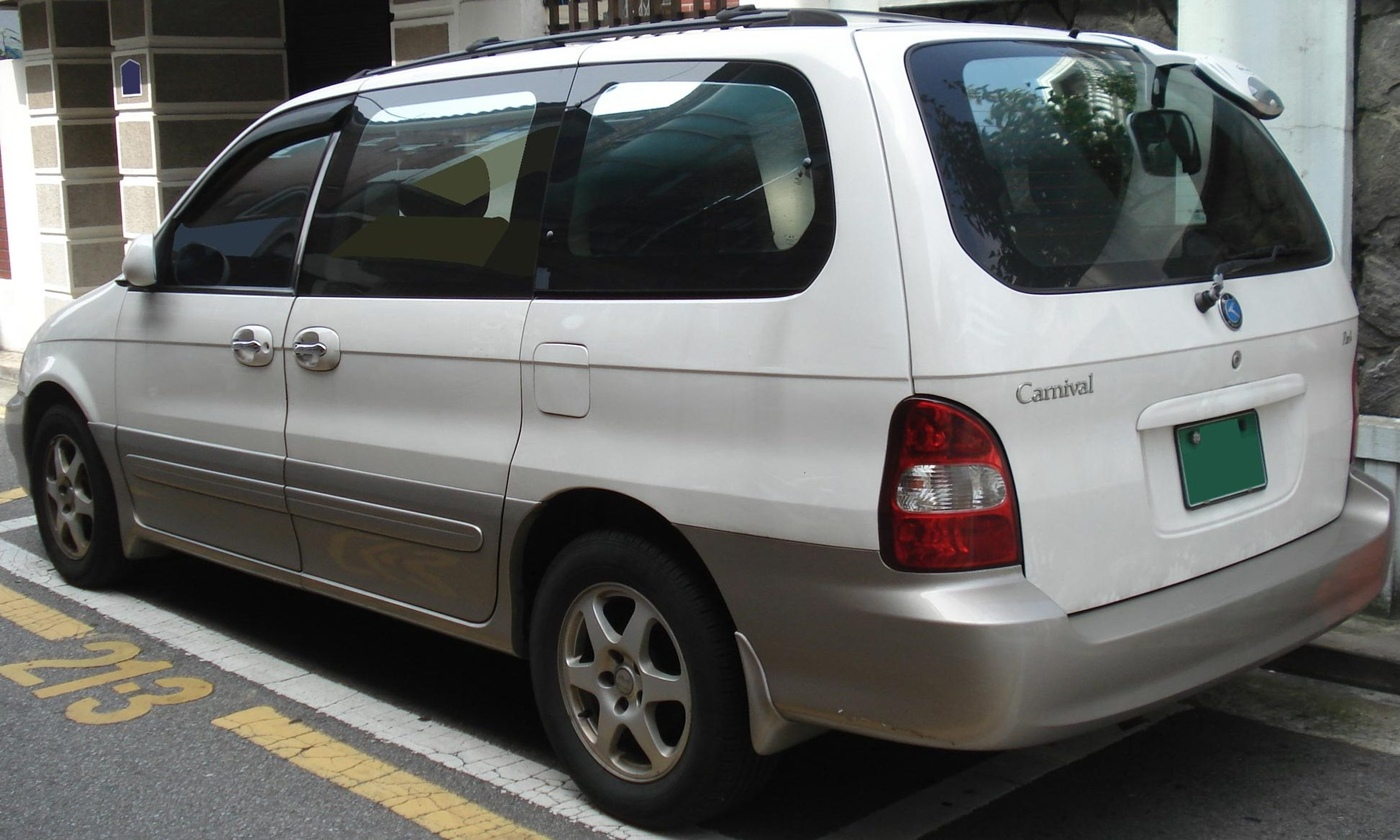
기아 카니발(후기형) 후측면

| 구분                 | 카니발 2.9ℓ 디젤                                                              | 카니발 2.5ℓ 가솔린                        | 카니발 2.5ℓ LPG                                                             |
| -------------------- | ----------------------------------------------------------------------------- | ----------------------------------------- | --------------------------------------------------------------------------- |
| 전장 (mm)            | 4,890(1998년~2000년) 4,930(2000년~2001년)                                     | 4,890(1998년~2000년) 4,930(2000년~2001년) | 4,890(1998년~2000년) 4,930(2000년~2001년)                                   |
| 전폭 (mm)            | 1,895                                                                         | 1,895                                     | 1,895                                                                       |
| 전고 (mm)            | 1,730 1,780(루프 랙 적용시)                                                   | 1,730 1,780(루프 랙 적용시)               | 1,730 1,780(루프 랙 적용시)                                                 |
| 축거 (mm)            | 2,910                                                                         | 2,910                                     | 2,910                                                                       |
| 윤거 (전, mm)        | 1,635                                                                         | 1,635                                     | 1,635                                                                       |
| 윤거 (후, mm)        | 1,600                                                                         | 1,600                                     | 1,600                                                                       |
| 승차 정원            | 6명(밴) 7명 9명                                                               | 7명 9명                                   | 9명                                                                         |
| 변속기               | 수동 5단 자동 4단                                                             | 자동 4단                                  | 수동 5단 자동 4단                                                           |
| 서스펜션 (전/후)     | 맥퍼슨 스트럿/5 링크 코일 스프링                                              | 맥퍼슨 스트럿/5 링크 코일 스프링          | 맥퍼슨 스트럿/5 링크 코일 스프링                                            |
| 구동 형식            | 전륜 구동                                                                     | 전륜 구동                                 | 전륜 구동                                                                   |
| 엔진 형식            | J3                                                                            | K5                                        | K5M                                                                         |
| 연료                 | 디젤                                                                          | 가솔린                                    | LPG                                                                         |
| 배기량 (cc)          | 2,902                                                                         | 2,497                                     | 2,497                                                                       |
| 최고 출력 (ps/rpm)   | 135/3,800 (이후 130/3,800으로 변경)                                           | 175/6,000                                 | 150/5,200                                                                   |
| 최대 토크 (kg*m/rpm) | 31.5/2,000 (이후 33.5/2,000으로 변경)                                         | 22.5/4,000                                | 22.0/3,600                                                                  |
| 연비 (km/ℓ)          | 20.8(수동 5단)/ 15.7(자동 4단) (이후 13.5(수동 5단)/ 11.4(자동 4단)으로 변경) | 13.4(자동 4단)                            | 12.5(수동 5단)/ 10.7(자동 4단) (이후 8.2(수동 5단)/ 6.8(자동 4단)으로 변경) |

### 카니발 II(2001년2월~2005년10월)

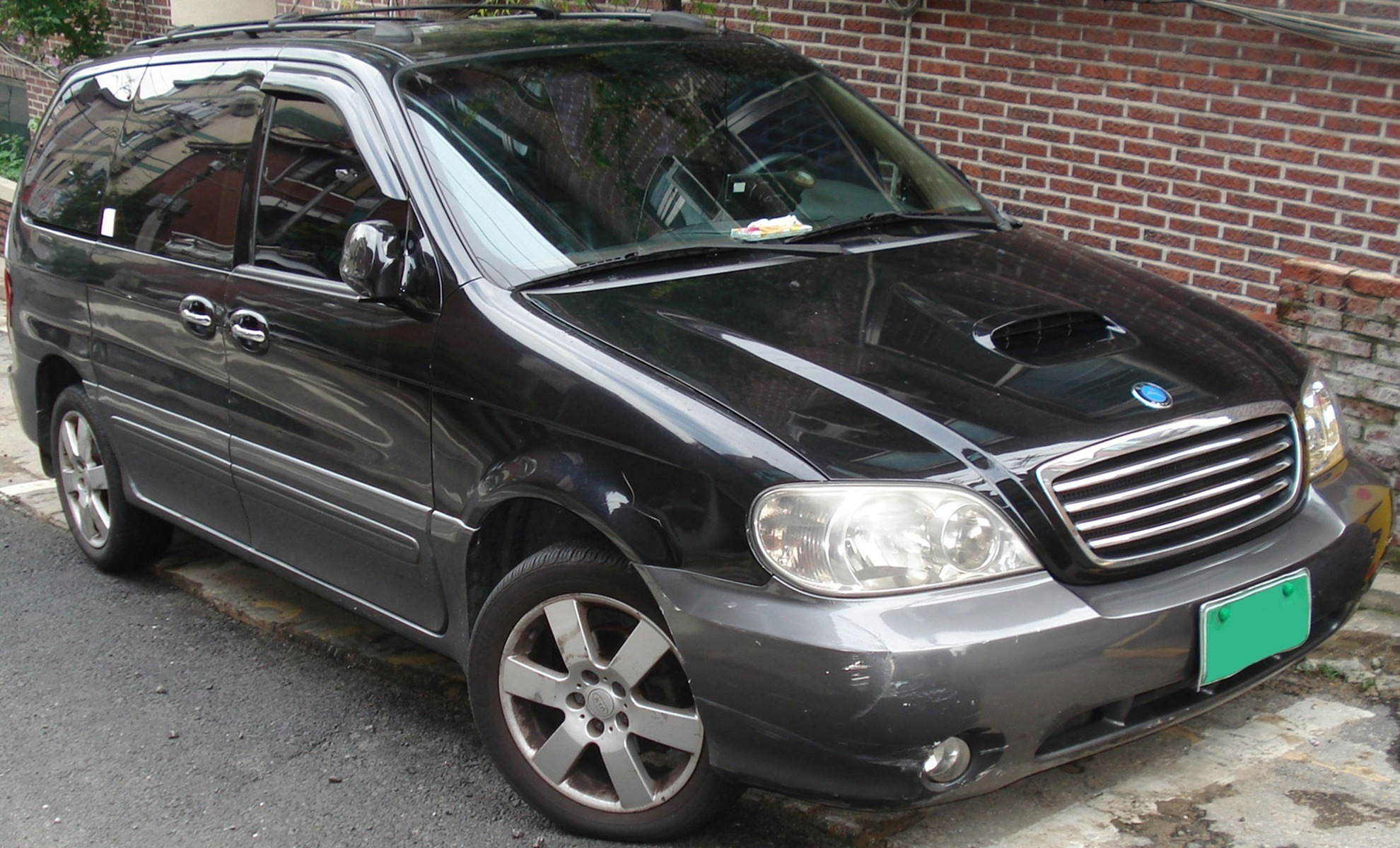
기아 카니발 II(전기형) 정측면

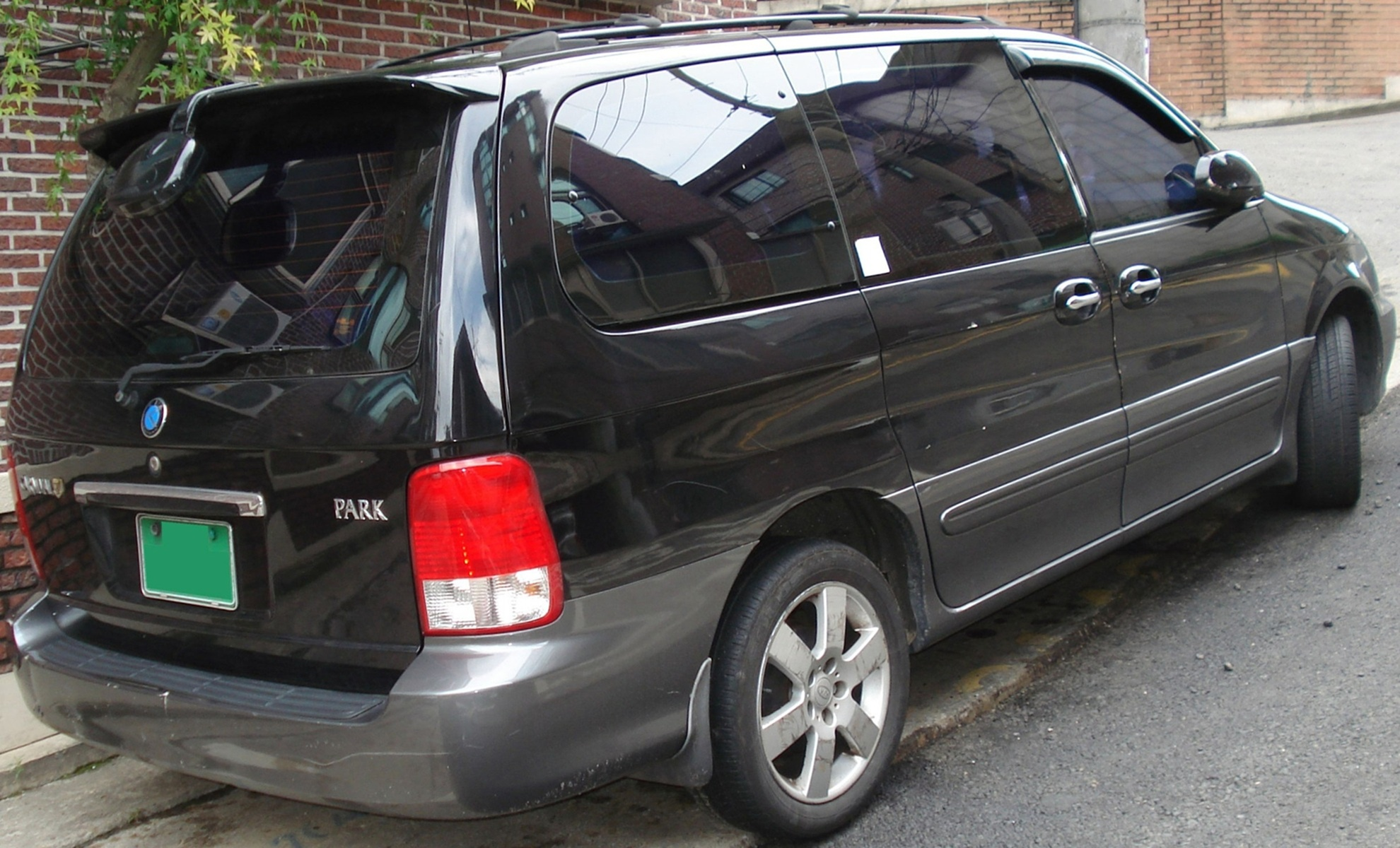
기아 카니발 II(전기형) 후측면

프로젝트명 GQ로, 2001년 2월 11일에 공개되고, 2월 26일에 출시됐다. 카니발 II부터 대한민국의 미니밴 최초로 미국에도 수출됐다. 2001년 12월에 건설교통부가 실시한 국산 RV 충돌 테스트에서 운전석 별 5개, 동승석 별 4개 반을 받아 가장 안전성이 뛰어난 RV로 선정됐고, 미국 고속도로안전협회(NHTSA)가 실시한 충돌 테스트에서도 별 5개를 받았다. 도어 트림과 대시보드 등 인테리어를 크게 개선했다. 2002년 1월 21일부터는 유로 3 기준을 만족하는 새로운 2.9ℓ 커먼레일 디젤 엔진을 얹었다. 같은 해 6월 29일에는 1열 열선 시트와 측면 방향 지시등, 클리어 렌즈 리어 램프가 적용된 2003년형 이어 모델이 나왔고, 이 때부터 6인승 밴은 단종됐다. 2004년 1월 15일에 출시된 2004년형은 밝은 색상의 대시보드와 느릎나무 패턴의 우드그레인이 적용된 스티어링 휠과 센터페시아, 새로운 디자인의 알루미늄 휠 등을 적용됐다. 아울러 트립 컴퓨터와 후방 경보 장치가 신규 적용됐다. 같은 해 6월 5일에 출시된 2005년형은 기존 수평 라디에이터 그릴에 수직 바를 넣고, 블랙 크롬 베젤 헤드 램프와 광택이 우수한 3중 코팅 알루미늄 휠이 적용됐다. ECM 룸 미러, 발수 코팅 유리, 특수 코팅 아웃 사이드 미러를 신규 적용되고, 음이온이 발생하는 최고급 천연 가죽 시트가 적용된 웰빙형 프리미엄 트림이 추가됐다. 2005년 7월에 그랜드 카니발이 출시됨에도 불구하고 병행 생산되다 같은 해 10월에 단종됐다.
한편, 2003년 7월 3일 둘리나라와 아기공룡 둘리 등 둘리 만화에 등장하는 캐릭터 사용에 대한 계약을 체결했으며 기아자동차가 모기업인 KIA 타이거즈가 홈구장으로 사용했던 광주경기장 외야 좌우펜스에 "카니발 ∥ 둘리 홈런존"이 설치되기도 했다.

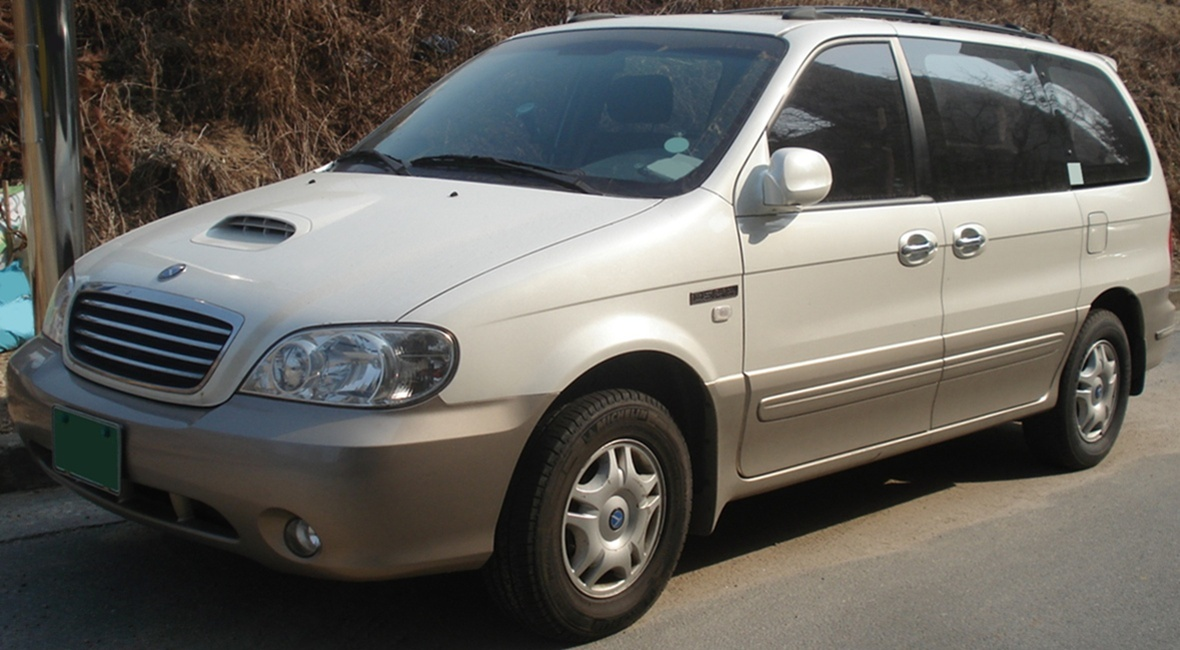
기아 카니발 II(중기형) 정측면
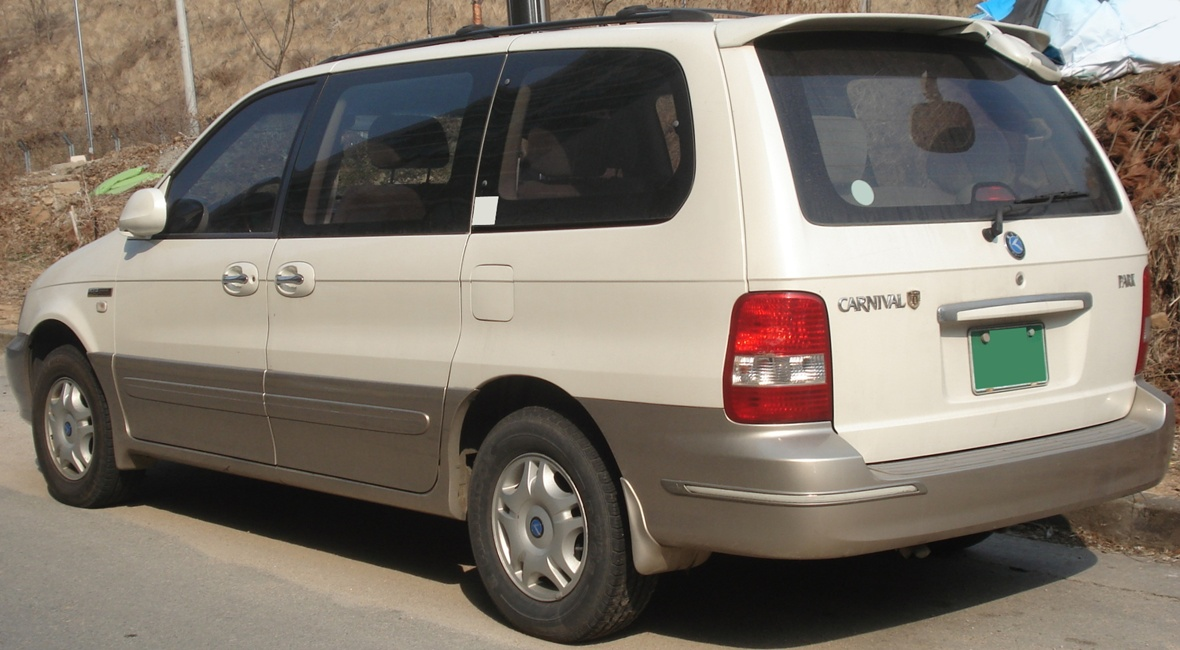
기아 카니발 II(중기형) 후측면
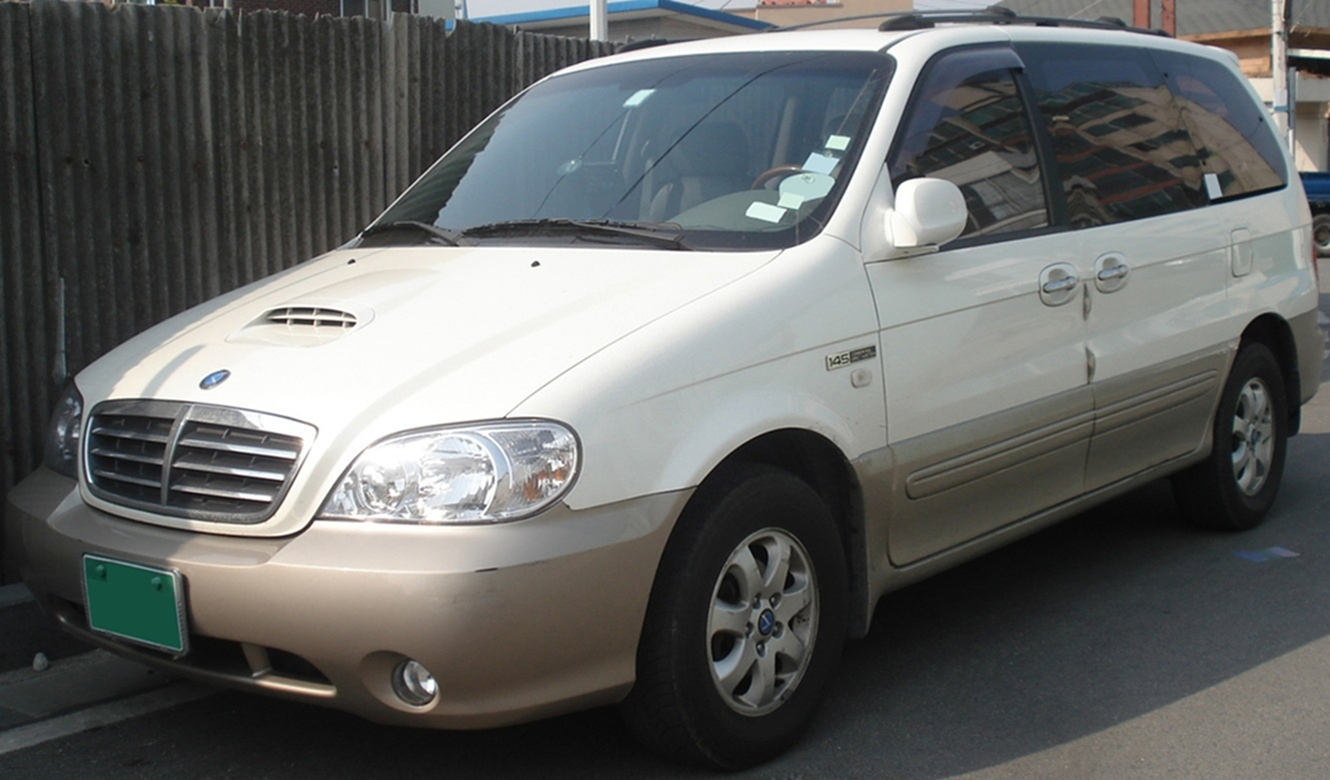
기아 카니발 II(후기형) 정측면
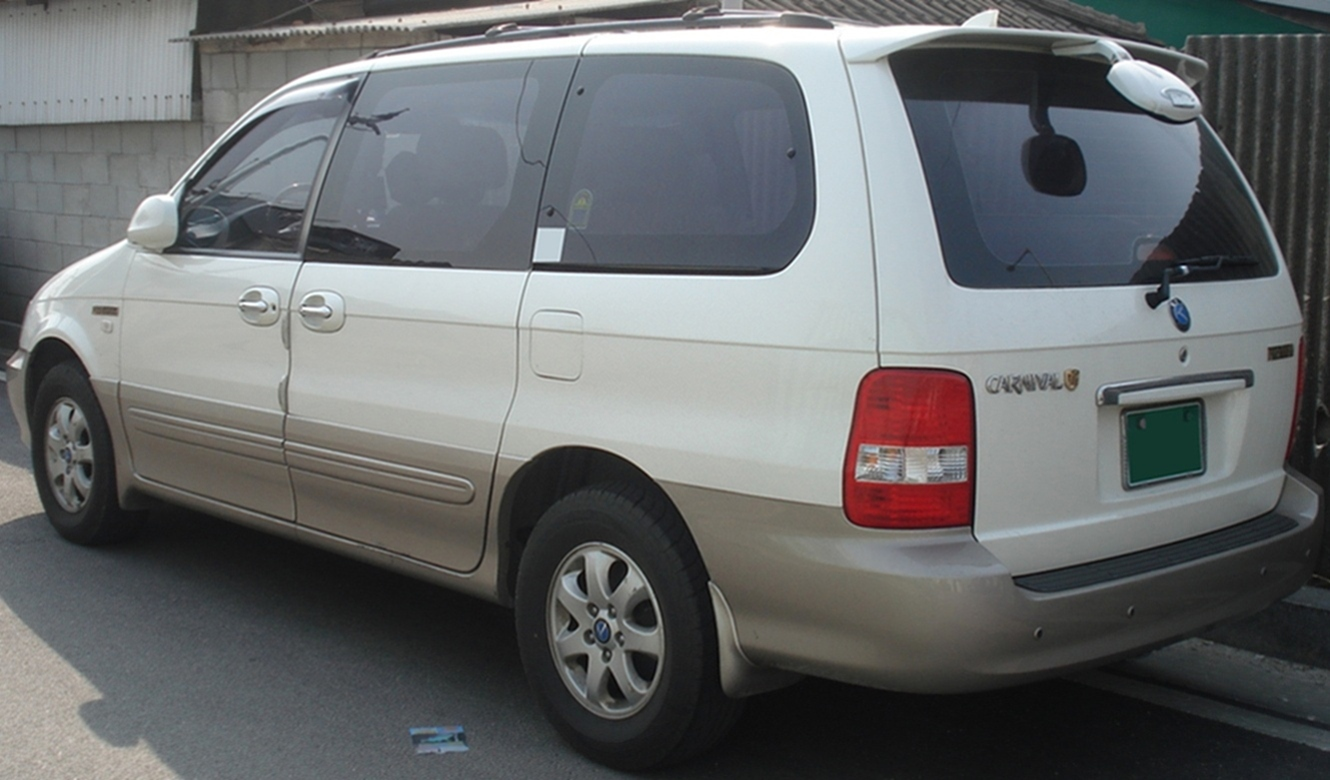
기아 카니발 II(후기형) 후측면

| 구분                 | 카니발 2 2.9ℓ 디젤 | 카니발 2 2.5ℓ 가솔린                      | 카니발 2 2.5ℓ LPG                     |
| -------------------- | --- | ----------------------------------------- | ------------------------------------- |
| 전장 (mm)            | 4,930 | 4,930                                     | 4,930                                 |
| 전폭 (mm)            | 1,895 | 1,895                                     | 1,895                                 |
| 전고 (mm)            | 1,770 | 1,770                                     | 1,770                                 |
| 축거 (mm)            | 2,910 | 2,910                                     | 2,910                                 |
| 윤거 (전, mm)        | 1,635 | 1,635                                     | 1,635                                 |
| 윤거 (후, mm)        | 1,610 | 1,610                                     | 1,610                                 |
| 승차 정원            | 6명(밴) 9명 | 7명 9명                                   | 9명                                   |
| 변속기               | 수동 5단 자동 4단 | 자동 4단                                  | 수동 5단 자동 4단                     |
| 서스펜션 (전/후)     | 맥퍼슨 스트럿/5 링크 코일 스프링 | 맥퍼슨 스트럿/5 링크 코일 스프링          | 맥퍼슨 스트럿/5 링크 코일 스프링      |
| 구동 형식            | 전륜 구동 | 전륜 구동                                 | 전륜 구동                             |
| 엔진 형식            | J3 | K5                                        | K5M                                   |
| 연료                 | 디젤 | 가솔린                                    | LPG                                   |
| 배기량 (cc)          | 2,902 | 2,497                                     | 2,497                                 |
| 최고 출력 (ps/rpm)   | 130/3,800 (이후 145/3,800으로 변경) | 175/6,500 (이후 166/6,000으로 변경)       | 150/5,200 (이후 135/5,000으로 변경)   |
| 최고 속도 (km/h)     | 182(수동 5단)/ 188(자동 4단) | -                                         | -                                     |
| 최대 토크 (kg*m/rpm) | 33.0/1,800 (이후 32.0/2,000으로 변경) | 22.5/4,000 (이후 22.4/4,000으로 변경)     | 22.0/3,600 (이후 21.4/3,600으로 변경) |
| 연비 (km/ℓ)          | 13.5(수동 5단)/ 11.4(자동 4단) (이후 12.4(수동 5단)/ 10.5(자동 4단), 11.3(수동 5단)/ 9.8(자동 4단), 11.8(수동 5단)/ 10.0(자동 4단)으로 변경) | 8.2(자동 4단) (이후 7.8(자동 4단)로 변경) | 8.2(수동 5단)/ 6.8(자동 4단)          |

## 2세대(VQ)

### 그랜드 카니발(2005년7월~2010년1월)

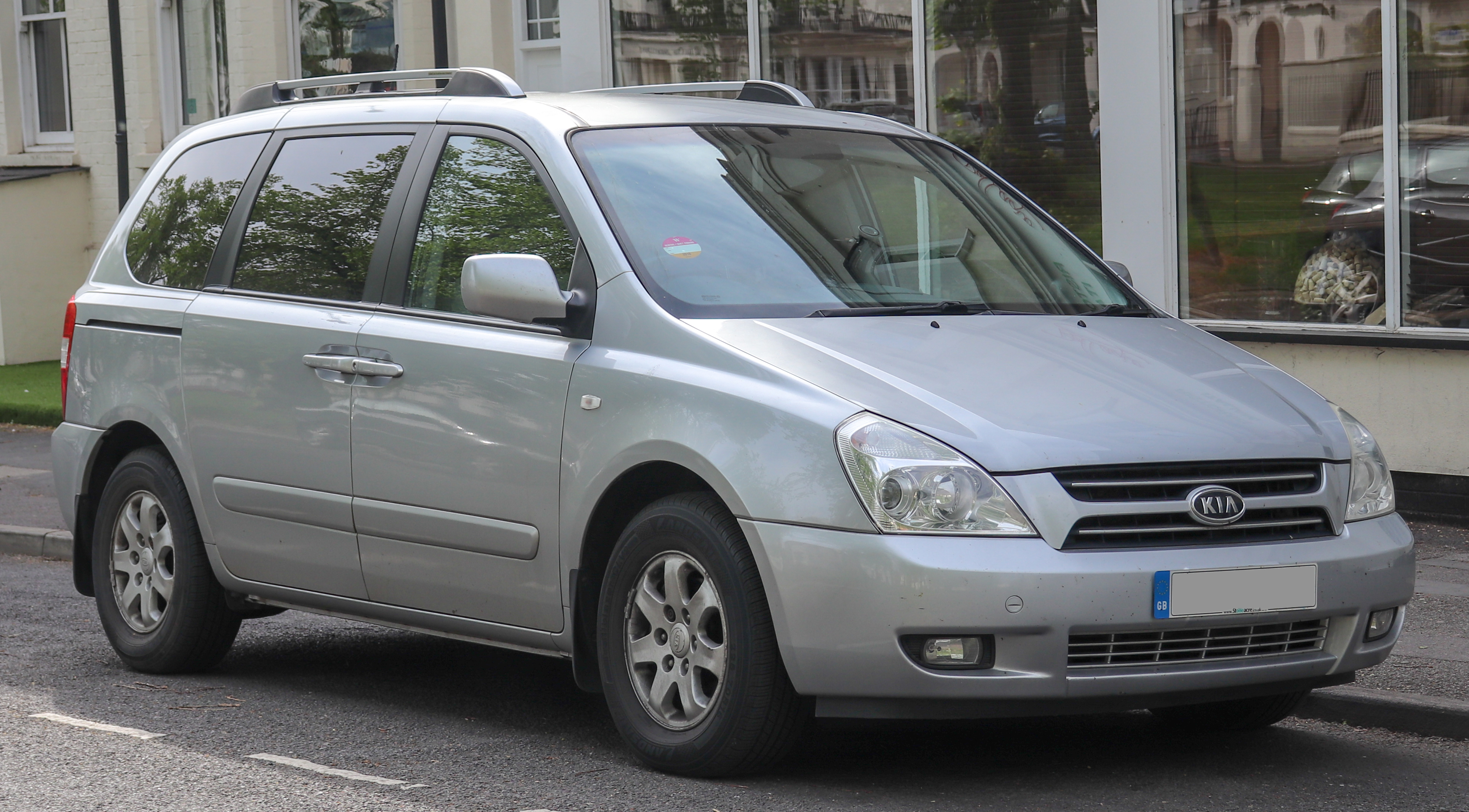
기아 그랜드 카니발 정측면

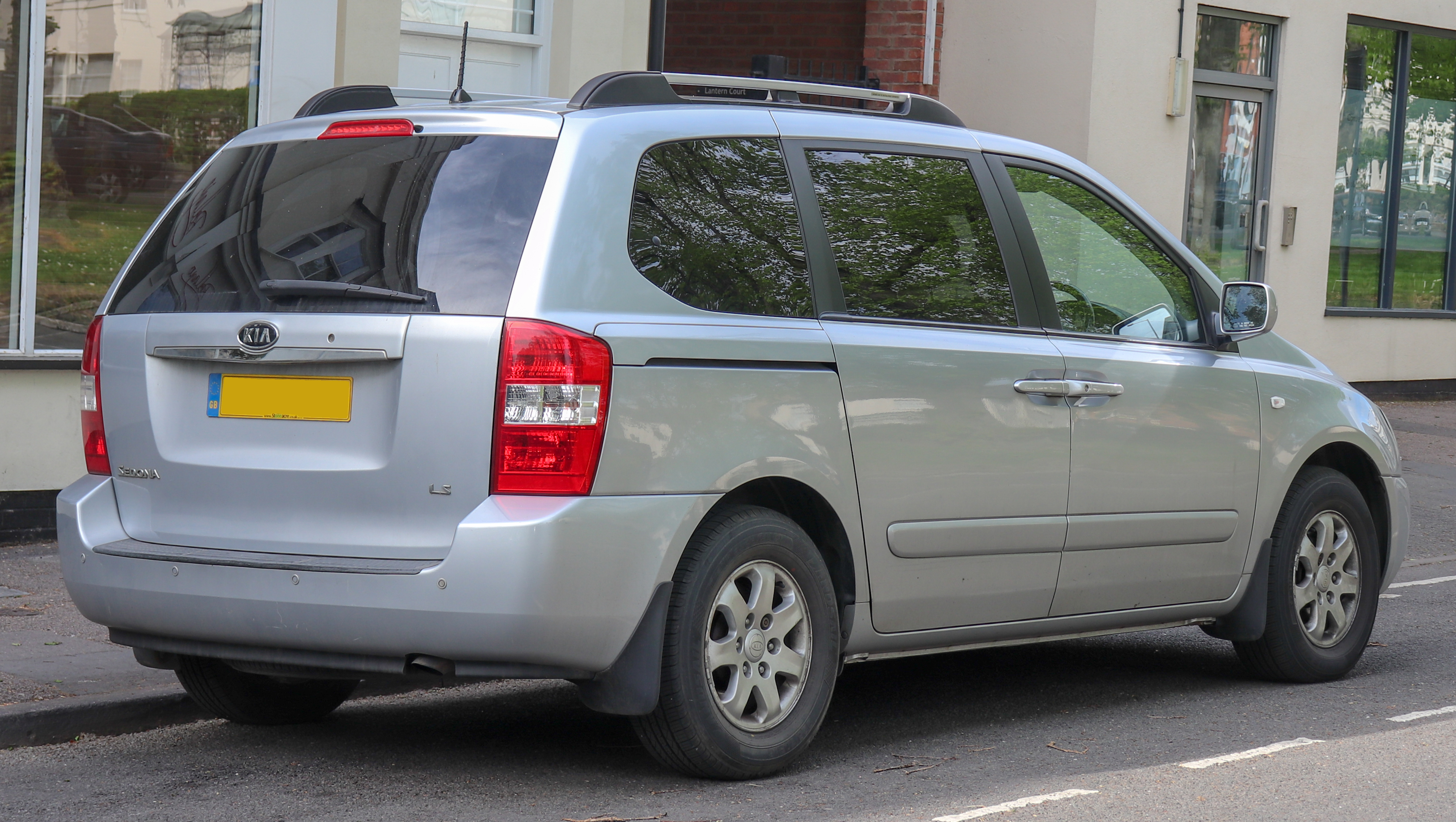
기아 그랜드 카니발 후측면

2005년 7월 14일에 출시됐다. 북미 시장을 겨냥하여 개발되어 전장이 무려 5,000mm를 돌파하고, 전폭은 대한민국산 자동차 중(중·대형 상용차 제외) 가장 넓은 1,985mm이다. 소형 버스로 분류되기 위하여 대한민국에서는 11인승으로 출시됐으나, 4열 시트이기 때문에 레그 룸이 넉넉하지 않아 출고 후에 레일 개조를 통하여 3열 시트까지 장착한 차량도 적지 않다. 새롭게 적용된 사양으로는 오토 슬라이딩 도어, 오토 테일 게이트, VRS 등이 있다. 기존 2.9ℓ 커먼레일 디젤 엔진을 얹었으나, 성능이 향상됐다. 유럽에서는 길이만 축소한 카니발로 판매됐다. 2006년 3월 26일에는 컨버전 밴인 그랜드 카니발 하이 리무진(11인승)이 출시됐으며, 같은 해 12월 27일에 배우 이덕화에게 전달식을 갖기도 했다. 2007년 10월 4일에 V6 2.7ℓ LPI 엔진이 추가됐고, 같은 해 12월 6일에 그랜드 카니발 리미티드 트림과 카니발 리무진(9인승) 등에만 적용되던 2.9ℓ VGT 디젤 엔진이 모든 트림에 확대 적용됐다.

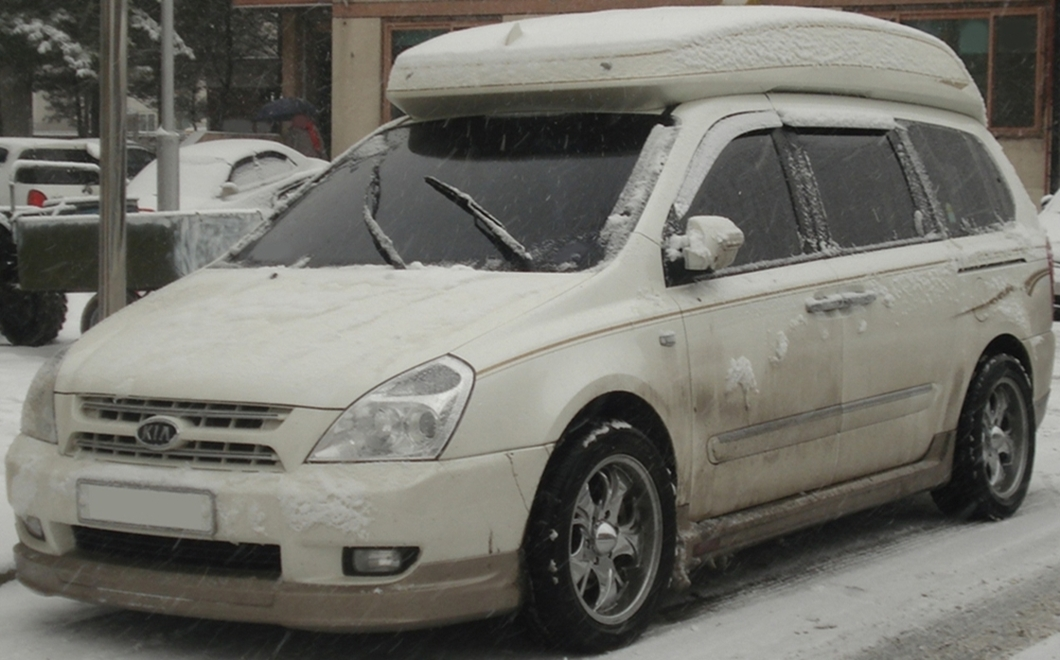
기아 그랜드 카니발 하이 리무진 (후기형) 정측면
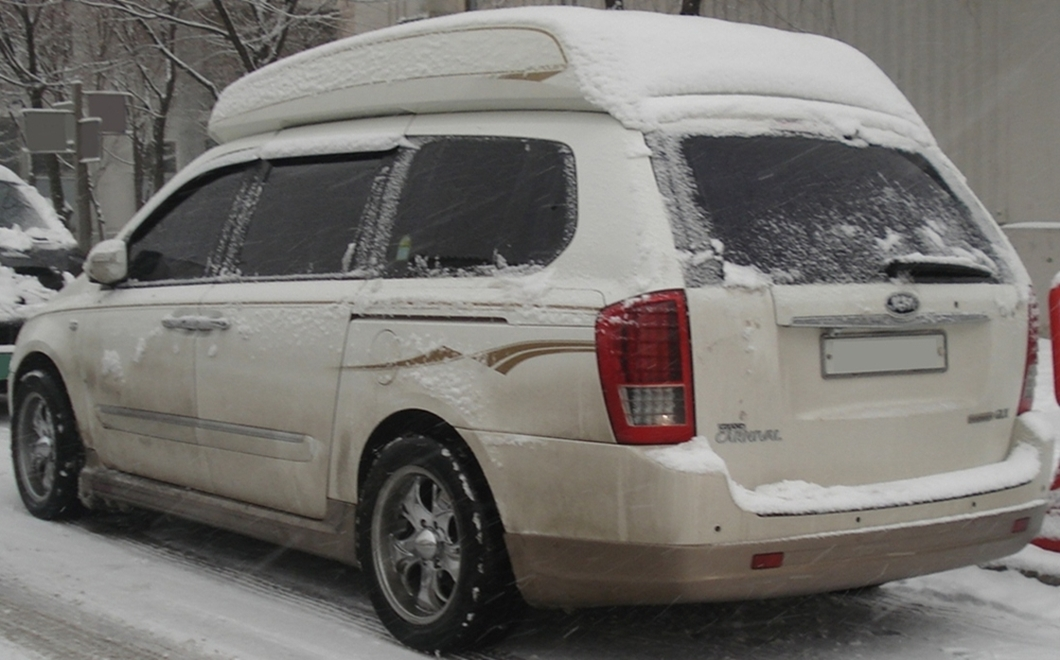
기아 그랜드 카니발 하이 리무진 (후기형) 후측면

| 구분                 | 그랜드 카니발(11인승) 2.9ℓ 디젤                                                                  | 그랜드 카니발 하이 리무진(11인승) 2.9ℓ 디젤       | 그랜드 카니발(11인승) 2.7ℓ LPI                                                |
| -------------------- | ------------------------------------------------------------------------------------------------ | ------------------------------------------------- | ----------------------------------------------------------------------------- |
| 전장 (mm)            | 5,130                                                                                            | 5,145                                             | 5,130                                                                         |
| 전폭 (mm)            | 1,985                                                                                            | 1,985                                             | 1,985                                                                         |
| 전고 (mm)            | 1,780 1,830(2005년~2009년 루프 랙 적용시) 1,820(2009년~2010년 루프 랙 적용시)                    | 2,075                                             | 1,780 1,830(2007년~2009년 루프 랙 적용시) 1,820(2009년~2010년 루프 랙 적용시) |
| 축거 (mm)            | 3,020                                                                                            | 3,020                                             | 3,020                                                                         |
| 윤거 (전, mm)        | 1,685                                                                                            | 1,685                                             | 1,685                                                                         |
| 윤거 (후, mm)        | 1,685                                                                                            | 1,685                                             | 1,685                                                                         |
| 승차 정원            | 11명                                                                                             | 11명                                              | 11명                                                                          |
| 변속기               | 수동 5단 자동 5단                                                                                | 자동 5단                                          | 자동 4단                                                                      |
| 서스펜션 (전/후)     | 맥퍼슨 스트럿/멀티 링크                                                                          | 맥퍼슨 스트럿/멀티 링크                           | 맥퍼슨 스트럿/멀티 링크                                                       |
| 구동 형식            | 전륜 구동                                                                                        | 전륜 구동                                         | 전륜 구동                                                                     |
| 엔진 형식            | J3                                                                                               | J3                                                | L6EA                                                                          |
| 연료                 | 디젤                                                                                             | 디젤                                              | LPG                                                                           |
| 배기량 (cc)          | 2,902                                                                                            | 2,902                                             | 2,656                                                                         |
| 최고 출력 (ps/rpm)   | 170/3,700 (이후 192/3,800으로 변경)                                                              | 170/3,700 (이후 192/3,800으로 변경)               | 161/5,400                                                                     |
| 최대 토크 (kg*m/rpm) | 36.0/2,000~3,000 (이후 36.5/2,000~3,500으로 변경)                                                | 36.0/2,000~3,000 (이후 36.5/2,000~3,500으로 변경) | 25.0/4,000                                                                    |
| 공차 중량 (kg)       | 2,184(수동 5단)/ 2,211(자동 5단) (이후 2,180(수동 5단)/ 2,205(자동 5단), 2,205(자동 5단)로 변경) | 2,205(자동 5단) (이후 2,265(자동 5단)로 변경)     | 2,150(자동 4단)                                                               |
| 연비 (km/ℓ)          | 12.5(수동 5단)/ 10.2(자동 5단) (이후 13.0(수동 5단)/ 10.3(자동 5단), 10.5(자동 5단)로 변경)      | 10.3(자동 5단) (이후 10.5(자동 5단)로 변경)       | 6.8(자동 4단)                                                                 |
| Co2 배출량 (g/km)    | 207(수동 5단)/ 256(자동 5단)                                                                     | 256(자동 5단)                                     | 260(자동 4단)                                                                 |

### 뉴 카니발(2006년1월~2010년1월)

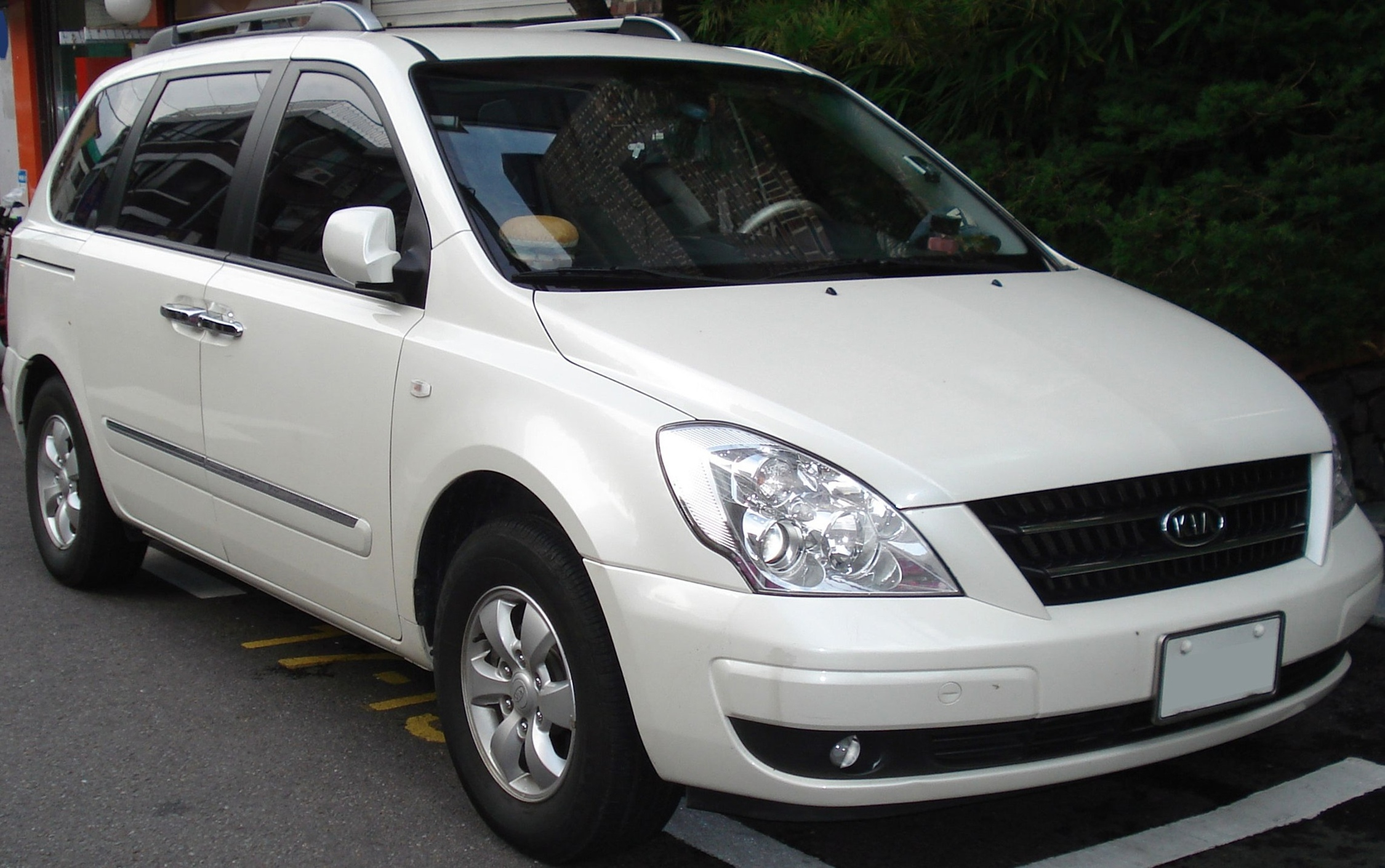
기아 뉴 카니발 정측면

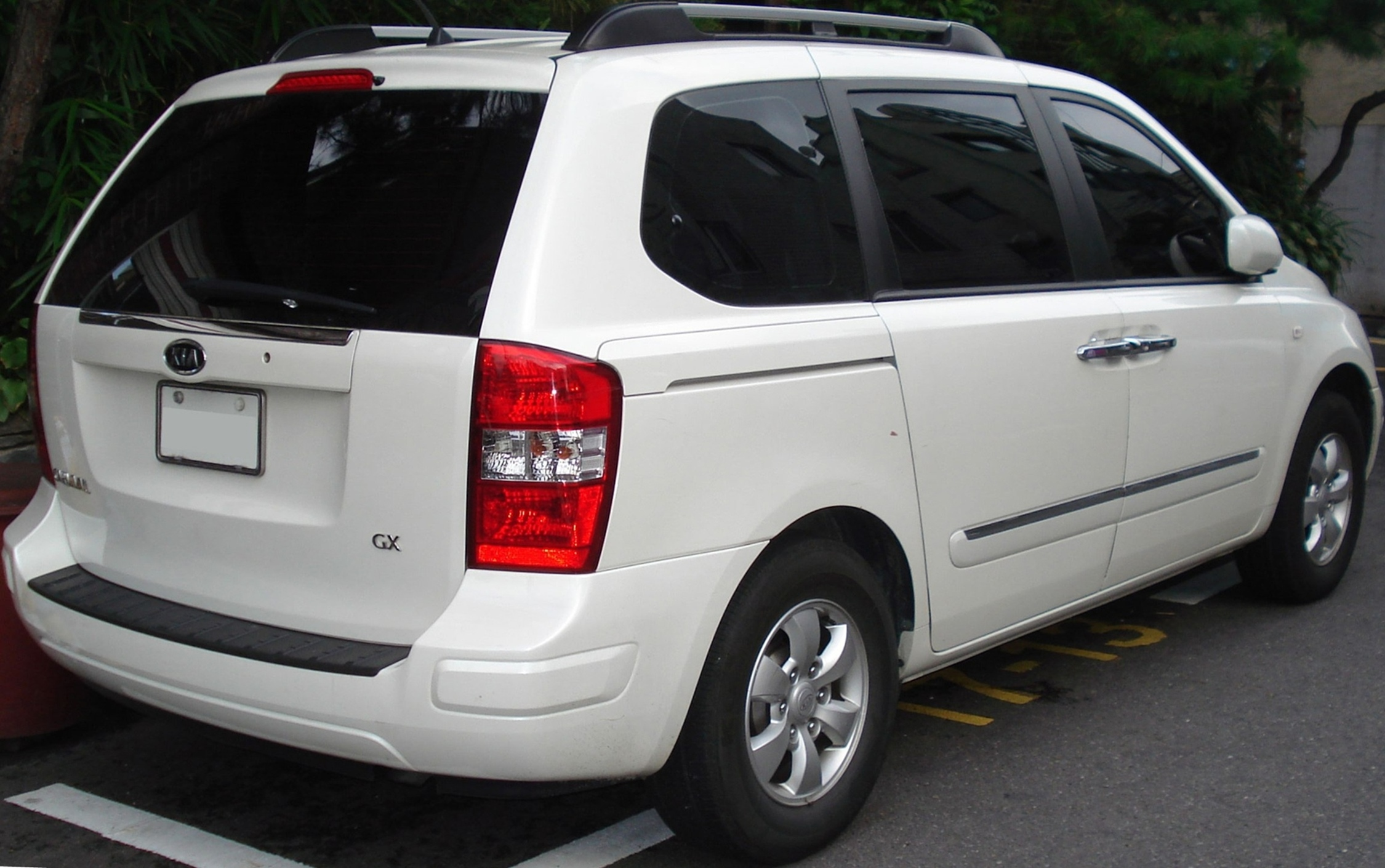
기아 뉴 카니발 후측면

2006년 1월 12일 출시됐다. 실질적인 면에서 카니발 Ⅱ의 후속 차종이며, 그랜드 카니발의 숏 바디로 출시된 뉴 카니발의 기본적인 설계와 메커니즘은 그랜드 카니발과 동일하다. 그랜드 카니발에 들어간 오토 슬라이딩 도어 등의 편의 사양을 그대로 적용했다. 2007년 2월에는 그랜드 카니발의 차체에 앞 모습만 뉴 카니발인 카니발 리무진(9인승)이 출시됐으며, 미국과 캐나다에는 현대 앙트라지로도 팔렸다. 같은 해 10월에는 V6 2.7ℓ LPI 엔진이 추가됐다. 이후 카니발 하이 리무진(7인승)이 추가됐다.

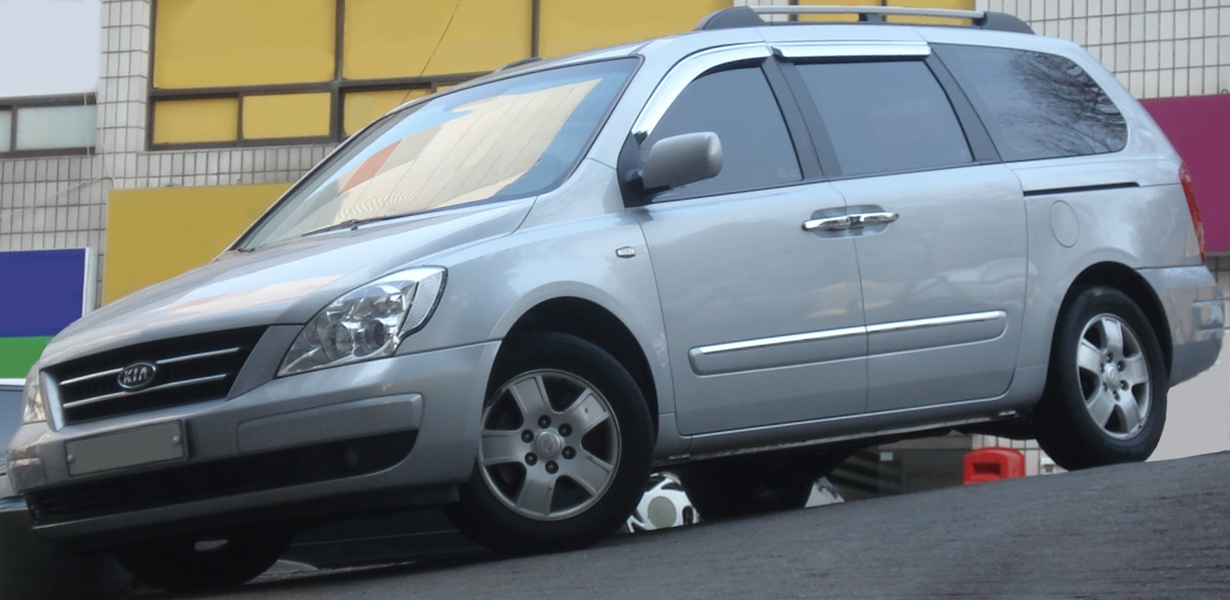
기아 뉴 카니발 리무진 정측면
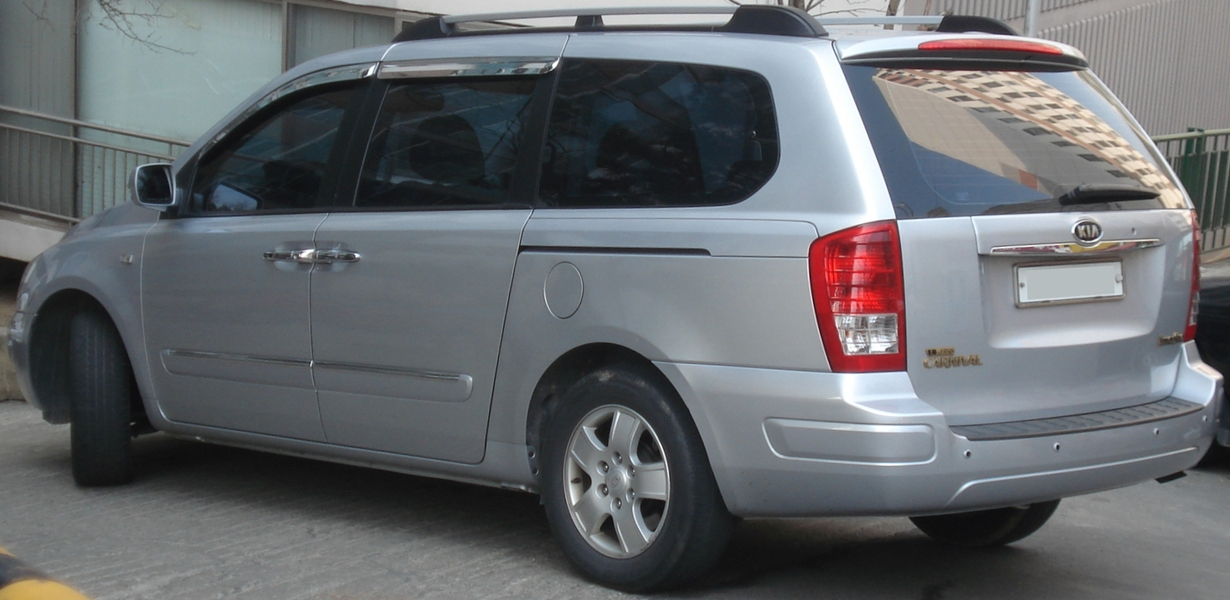
기아 뉴 카니발 리무진 후측면

| 구분                 | 뉴 카니발(9인승) 2.9ℓ 디젤                                                    | 카니발 리무진(9인승) 2.9ℓ 디젤                                                | 카니발 하이 리무진(7인승) 2.9ℓ 디젤               | 뉴 카니발(9인승) 2.7ℓ LPI                                                     |
| -------------------- | ----------------------------------------------------------------------------- | ----------------------------------------------------------------------------- | ------------------------------------------------- | ----------------------------------------------------------------------------- |
| 전장 (mm)            | 4,810                                                                         | 5,130                                                                         | 5,145                                             | 4,810                                                                         |
| 전폭 (mm)            | 1,985                                                                         | 1,985                                                                         | 1,985                                             | 1,985                                                                         |
| 전고 (mm)            | 1,760 1,810(2006년~2009년 루프 랙 적용시) 1,805(2009년~2010년 루프 랙 적용시) | 1,780 1,830(2007년~2009년 루프 랙 적용시) 1,820(2009년~2010년 루프 랙 적용시) | 2,075                                             | 1,760 1,810(2007년~2009년 루프 랙 적용시) 1,805(2009년~2010년 루프 랙 적용시) |
| 축거 (mm)            | 2,890                                                                         | 3,020                                                                         | 3,020                                             | 2,890                                                                         |
| 윤거 (전, mm)        | 1,685                                                                         | 1,685                                                                         | 1,685                                             | 1,685                                                                         |
| 윤거 (후, mm)        | 1,685                                                                         | 1,685                                                                         | 1,685                                             | 1,685                                                                         |
| 승차 정원            | 9명                                                                           | 9명                                                                           | 7명                                               | 9명                                                                           |
| 변속기               | 수동 5단 자동 5단                                                             | 자동 5단                                                                      | 자동 5단                                          | 자동 4단                                                                      |
| 서스펜션 (전/후)     | 맥퍼슨 스트럿/멀티 링크                                                       | 맥퍼슨 스트럿/멀티 링크                                                       | 맥퍼슨 스트럿/멀티 링크                           | 맥퍼슨 스트럿/멀티 링크                                                       |
| 구동 형식            | 전륜 구동                                                                     | 전륜 구동                                                                     | 전륜 구동                                         | 전륜 구동                                                                     |
| 엔진 형식            | J3                                                                            | J3                                                                            | J3                                                | L6EA                                                                          |
| 연료                 | 디젤                                                                          | 디젤                                                                          | 디젤                                              | LPG                                                                           |
| 배기량 (cc)          | 2,902                                                                         | 2,902                                                                         | 2,902                                             | 2,656                                                                         |
| 최고 출력 (ps/rpm)   | 170/3,700                                                                     | 170/3,700 (이후 192/3,800으로 변경)                                           | 170/3,700 (이후 192/3,800으로 변경)               | 161/5,400                                                                     |
| 최대 토크 (kg*m/rpm) | 36.0/2,000~3,000                                                              | 36.0/2,000~3,000 (이후 36.5/2,000~3,500으로 변경)                             | 36.0/2,000~3,000 (이후 36.5/2,000~3,500으로 변경) | 25.0/4,000                                                                    |
| 연비 (km/ℓ)          | 12.6(수동 5단)/ 10.5(자동 5단) (이후 10.7(자동 5단)로 변경)                   | 10.3(자동 5단) (이후 10.7(자동 5단)로 변경)                                   | 10.3(자동 5단) (이후 10.7(자동 5단)로 변경)       | 6.8(자동 4단)                                                                 |

### 그랜드 카니발 R(2010년1월~2014년6월)

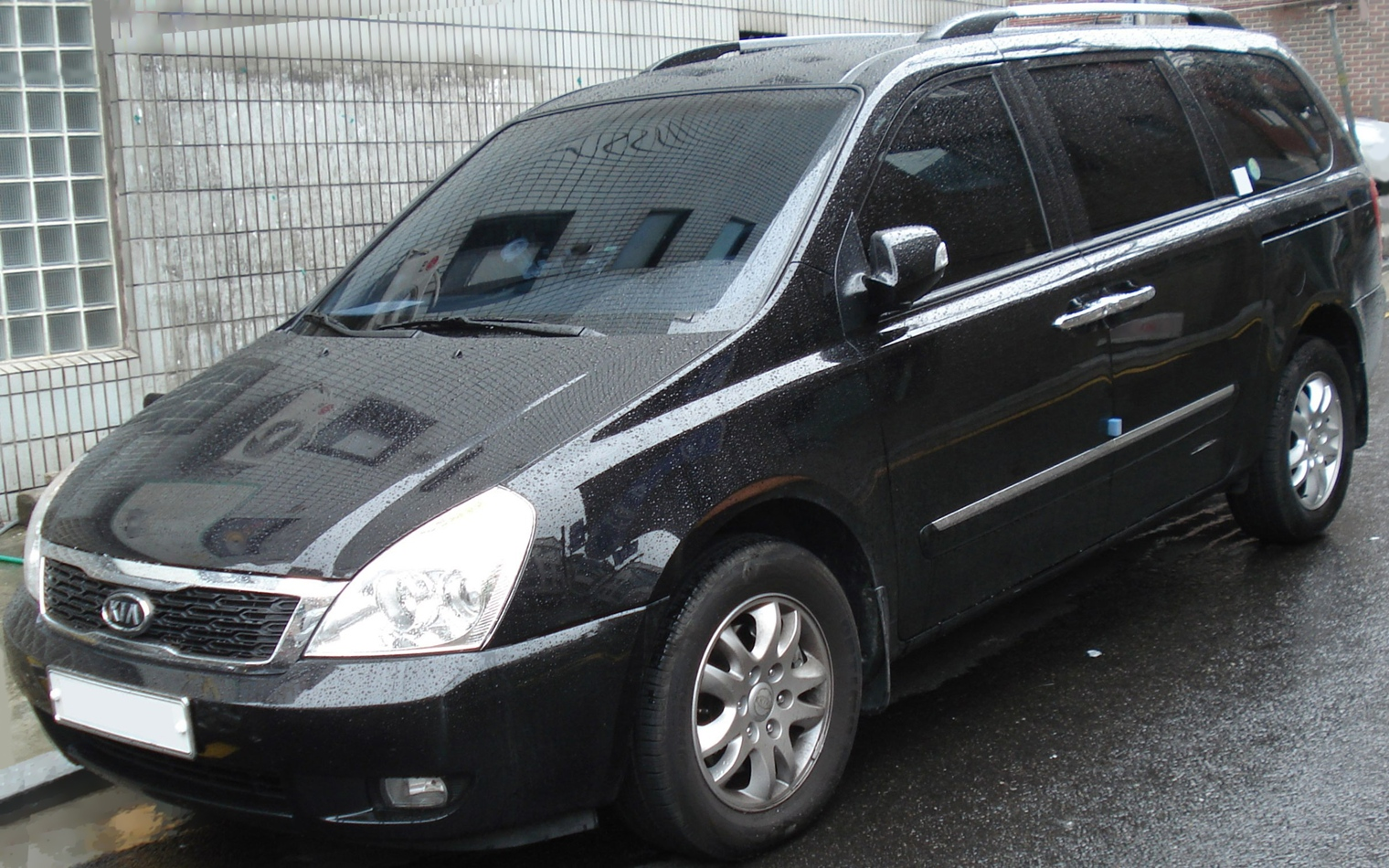
기아 그랜드 카니발 R 정측면

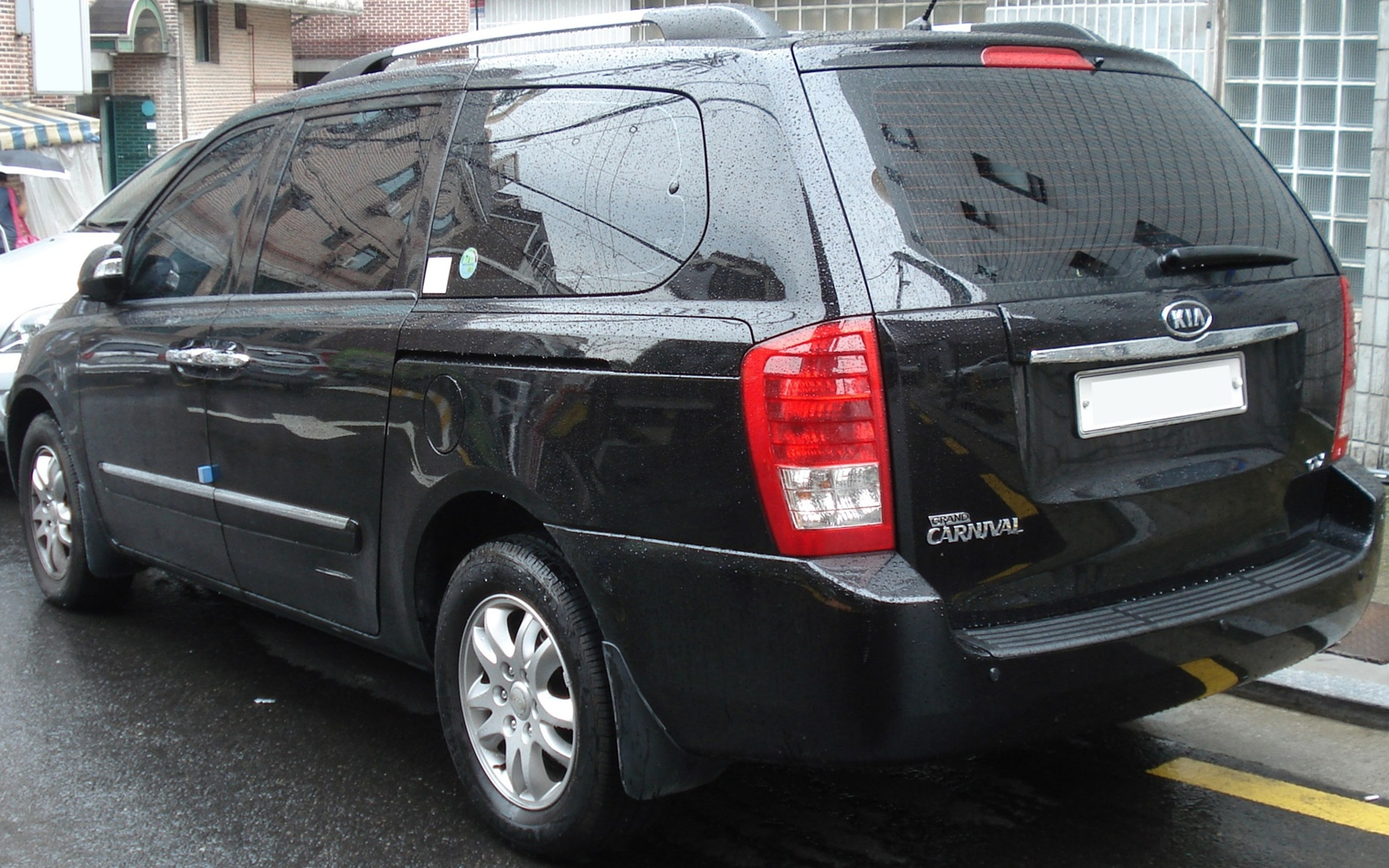
기아 그랜드 카니발 R 후측면

2010년 1월 6일부터 쏘렌토 R의 2.2ℓ 디젤 엔진을 얹어 판매됐다. 같은 해 12월 2일에 1열 사이드 에어백과 차체 자세 제어 장치가 기본으로 적용된 2011년형이 출시됐다. V6 3.5ℓ 가솔린 엔진은 2011년 6월부터 추가됐고, 2011년 12월에 판매가 부진한 V6 2.7ℓ LPI 엔진이 단종됐다. 2013년 3월 5일에는 17인치 신규 알로이 휠, 태블릿 PC 수납이 가능한 신규 사이드 테이블 등이 적용된 2013년형이 선보였다. 같은 해 8월 16일부터는 논란이 많은 승합차의 최고 속도 제한 장치가 의무 장착됨에 따라 최고 속도가 110km/h에서 제한됐다.

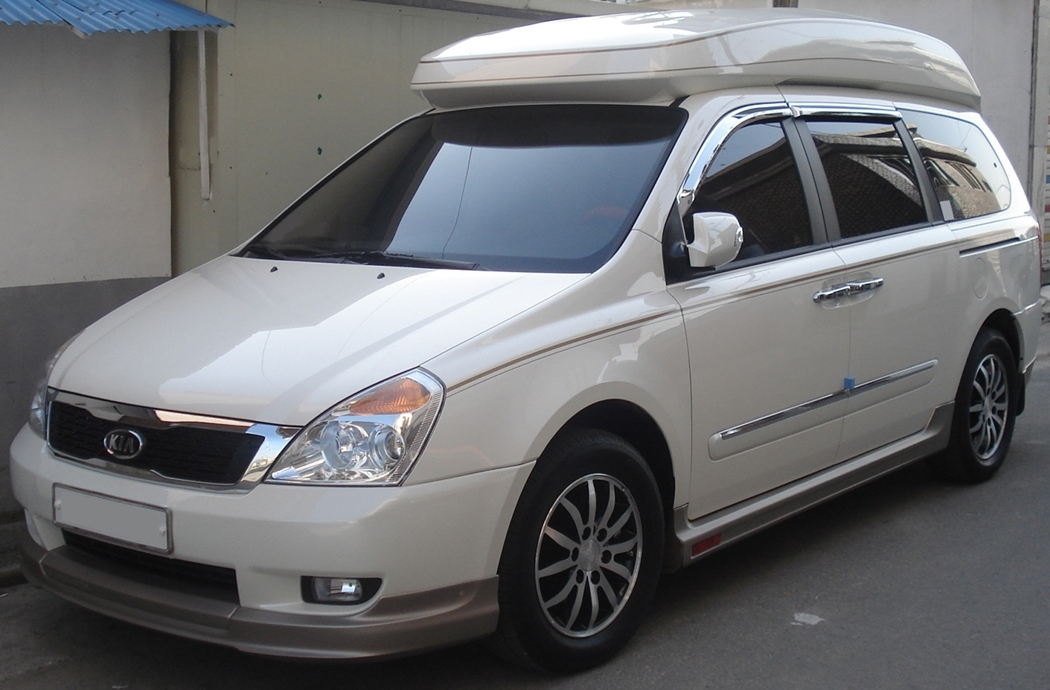
기아 그랜드 카니발 R 하이 리무진 정측면
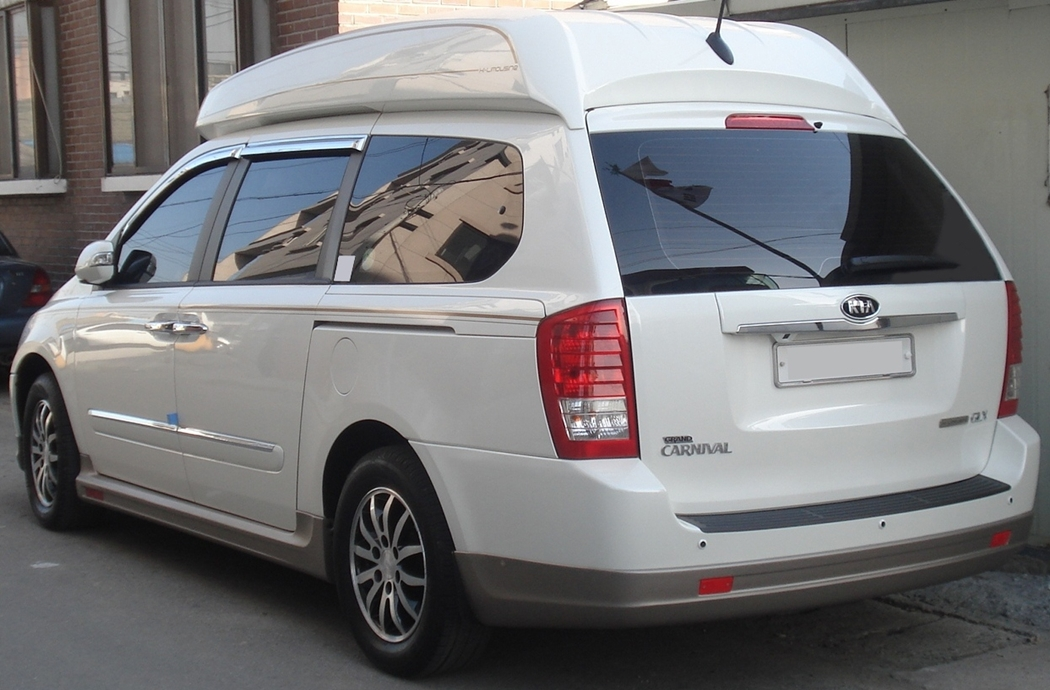
기아 그랜드 카니발 R 하이 리무진 후측면

| 구분                 | 그랜드 카니발 R(11인승) 2.2ℓ 디젤                                                                                            | 그랜드 카니발 R 하이 리무진(11인승) 2.2ℓ 디젤                       | 그랜드 카니발 R(11인승) 2.7ℓ LPI | 그랜드 카니발 R(11인승) 3.5ℓ 가솔린                              | 그랜드 카니발 R 하이 리무진(11인승) 3.5ℓ 가솔린                  |
| -------------------- | --- | ------------------------------------------------------------------- | -------------------------------- | ---------------------------------------------------------------- | ---------------------------------------------------------------- |
| 전장 (mm)            | 5,130 | 5,145                                                               | 5,130                            | 5,130                                                            | 5,145                                                            |
| 전폭 (mm)            | 1,985 | 1,985                                                               | 1,985                            | 1,985                                                            | 1,985                                                            |
| 전고 (mm)            | 1,780 1,820(루프 랙 적용시)                                                                                                  | 2,075                                                               | 1,780 1,820(루프 랙 적용시)      | 1,780 1,820(루프 랙 적용시)                                      | 2,075                                                            |
| 축거 (mm)            | 3,020 | 3,020                                                               | 3,020                            | 3,020                                                            | 3,020                                                            |
| 윤거 (전, mm)        | 1,685 | 1,685                                                               | 1,685                            | 1,685                                                            | 1,685                                                            |
| 윤거 (후, mm)        | 1,685 | 1,685                                                               | 1,685                            | 1,685                                                            | 1,685                                                            |
| 승차 정원            | 11명 | 11명                                                                | 11명                             | 11명                                                             | 11명                                                             |
| 변속기               | 수동 6단 자동 6단 | 자동 6단                                                            | 자동 4단                         | 자동 6단                                                         | 자동 6단                                                         |
| 서스펜션 (전/후)     | 맥퍼슨 스트럿/멀티 링크 | 맥퍼슨 스트럿/멀티 링크                                             | 맥퍼슨 스트럿/멀티 링크          | 맥퍼슨 스트럿/멀티 링크                                          | 맥퍼슨 스트럿/멀티 링크                                          |
| 구동 형식            | 전륜 구동 | 전륜 구동                                                           | 전륜 구동                        | 전륜 구동                                                        | 전륜 구동                                                        |
| 엔진 형식            | D4HB | D4HB                                                                | L6EA                             | G6DC                                                             | G6DC                                                             |
| 연료                 | 디젤 | 디젤                                                                | LPG                              | 가솔린                                                           | 가솔린                                                           |
| 배기량 (cc)          | 2,199 | 2,199                                                               | 2,656                            | 3,470                                                            | 3,470                                                            |
| 최고 출력 (ps/rpm)   | 197/3,800 | 197/3,800                                                           | 161/5,400                        | 275/6,300                                                        | 275/6,300                                                        |
| 최대 토크 (kg*m/rpm) | 43.0/2,000(수동 6단)/ 44.5/2,000(자동 6단) (이후 43.0/1,800~2,500(수동 6단)/ 44.5/1,800~2,500(자동 6단)으로 변경)            | 44.5/2,000 (이후 44.5/1,800~2,500으로 변경)                         | 25.0/4,000                       | 34.3/4,500                                                       | 34.3/4,500                                                       |
| 연비 (km/ℓ)          | 14.5(수동 6단)/ 12.8(자동 6단) (이후 도심 10.9/고속 12.5/복합 11.6(수동 6단)/ 도심 9.7/고속 12.9/복합 10.9(자동 6단)로 변경) | 12.8(자동 6단) (이후 도심 9.7/고속 12.9/복합 10.9(자동 6단)로 변경) | 6.8(자동 4단)                    | 9.2(자동 6단) (이후 도심 7.3/고속 9.7/복합 8.2(자동 6단)로 변경) | 9.2(자동 6단) (이후 도심 7.3/고속 9.7/복합 8.2(자동 6단)로 변경) |

### 뉴 카니발 R(2010년1월~2014년6월)

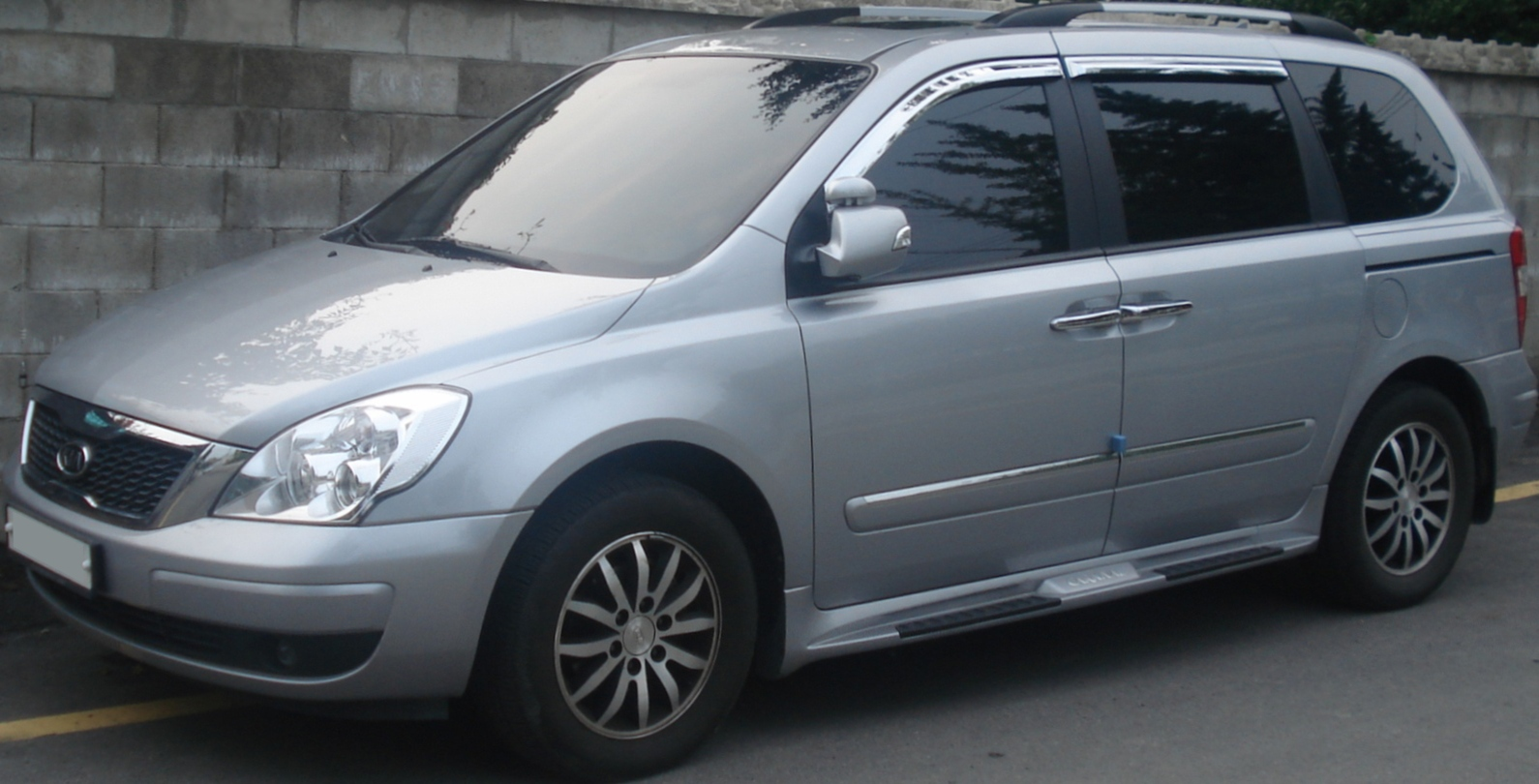
기아 뉴 카니발 R 정측면

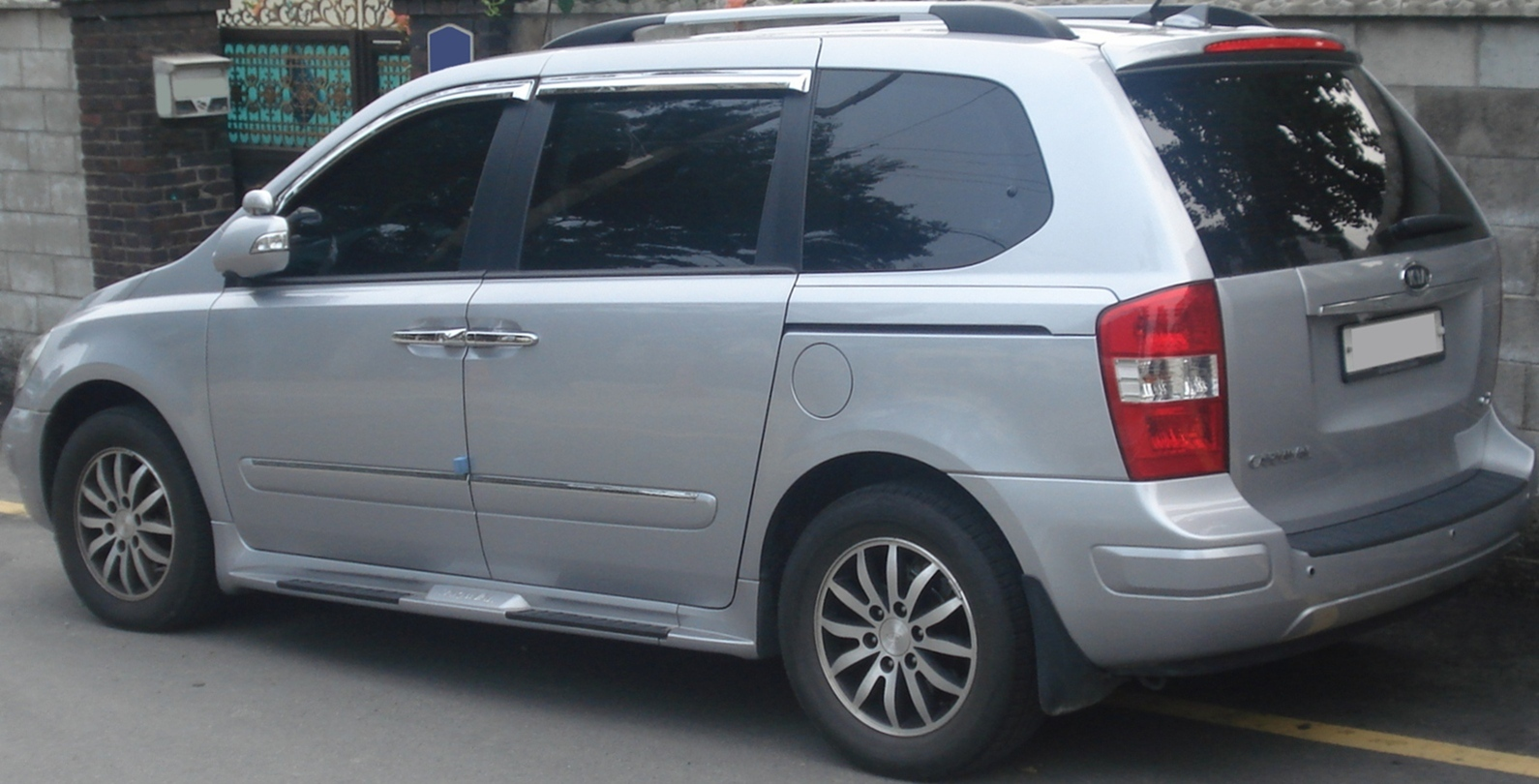
기아 뉴 카니발 R 후측면

2010년 1월 6일부터 쏘렌토 R의 2.2ℓ 디젤 엔진을 얹어 판매됐다. 2010년 12월 2일에 1~2열 커튼 에어백과 차체 자세 제어 장치가 기본으로 적용됐고, 카니발 리무진(9인승)에는 V6 3.5ℓ 가솔린 엔진이 추가된 2011년형이 출시됐다. 이 때부터 카니발 하이 리무진(7인승)은 판매가 중단됐다. 2013년 3월 5일에는 17인치 신규 알로이 휠, 전 좌석 3점식 시트 벨트, 신규 2~3열 시트(뉴 카니발) 등이 적용된 2013년형이 선보였다. 같은 해 9월에는 숏 바디인 뉴 카니발(9인승)이 단종됐고, 롱 바디인 카니발 리무진(9인승)은 2014년 6월 22일에 단종됐다.

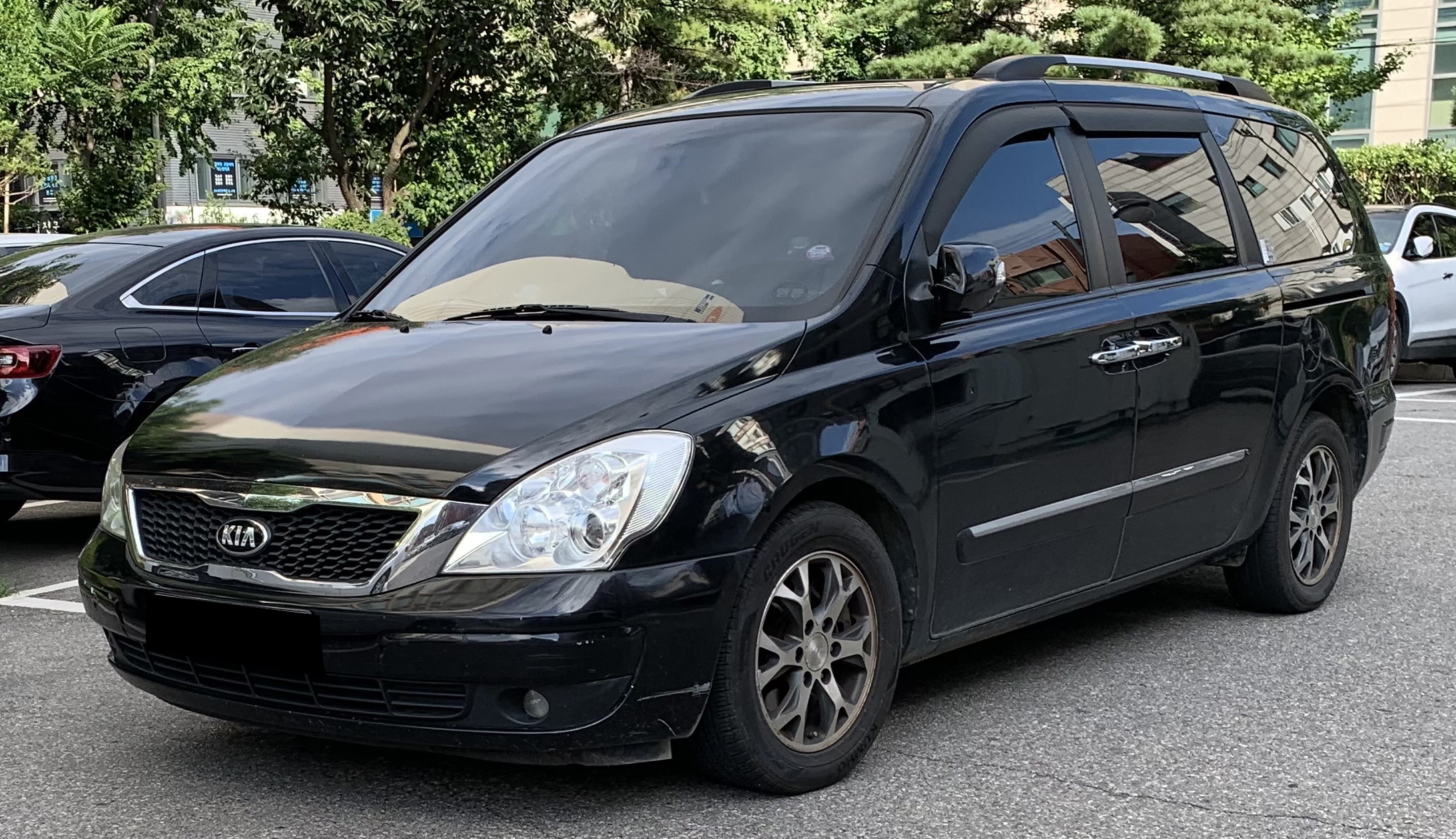
기아 뉴 카니발 R 리무진 정측면
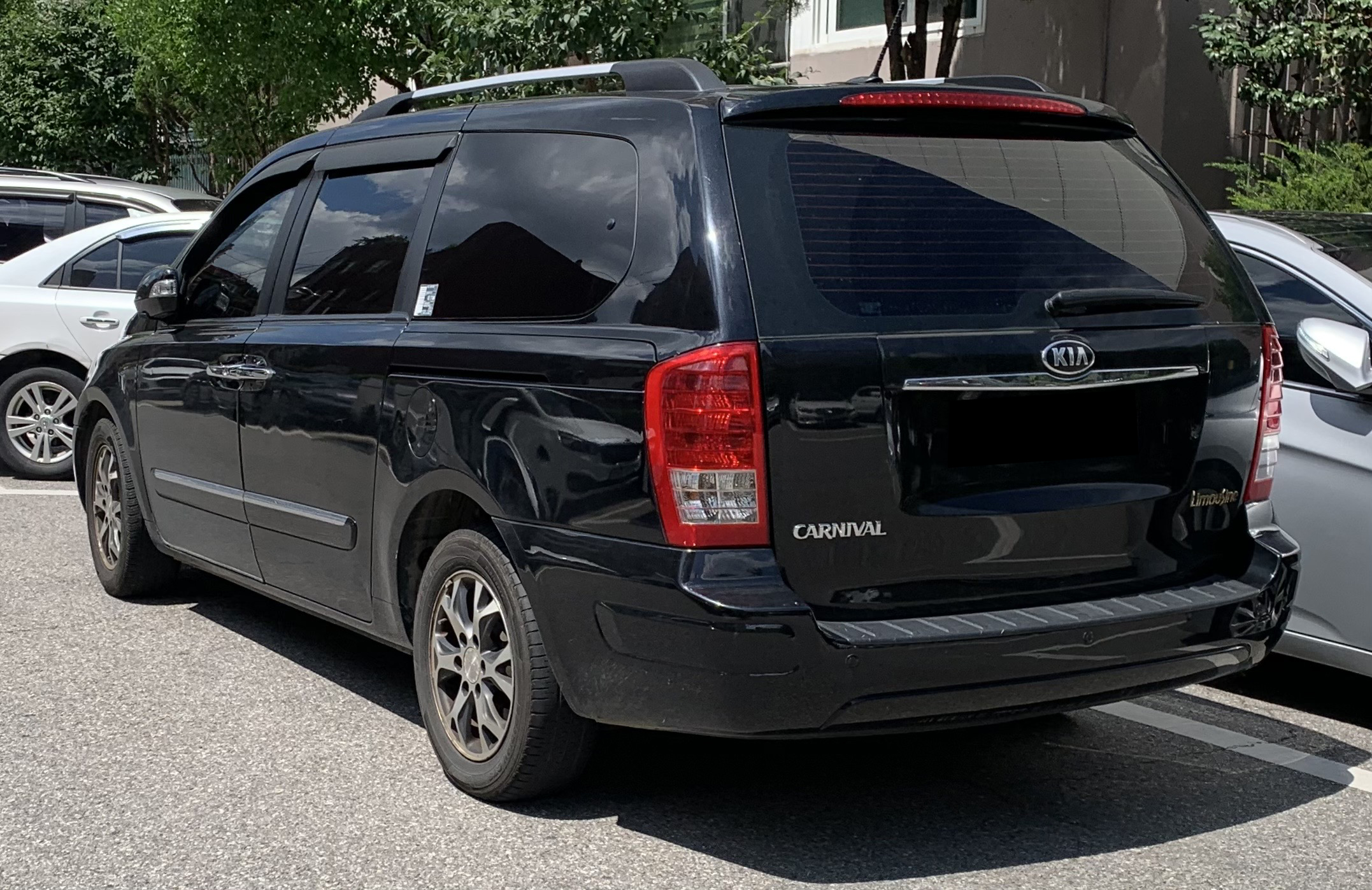
기아 뉴 카니발 R 리무진 후측면
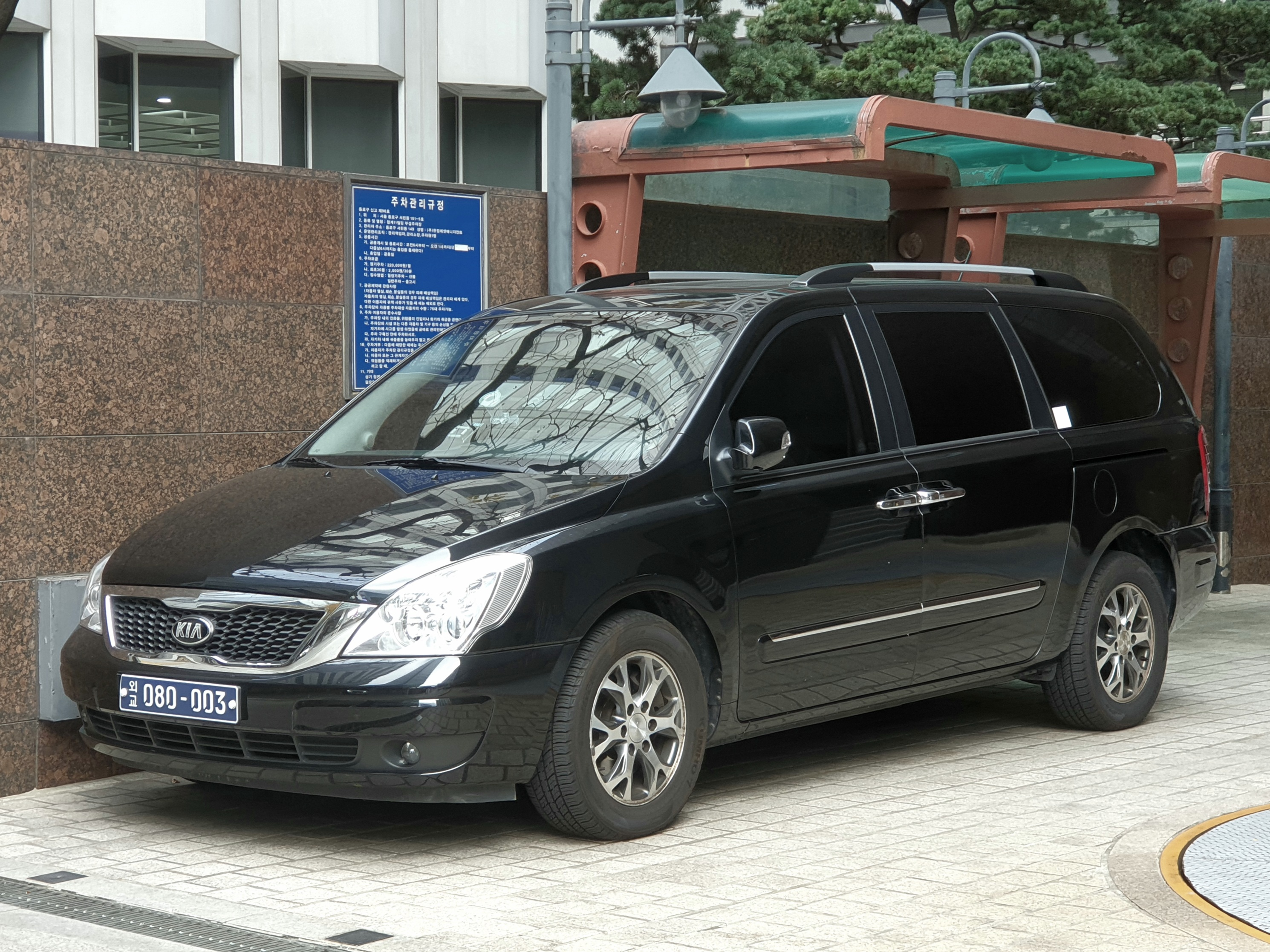
외교번호판을 단 기아 뉴 카니발 R 리무진

| 구분                 | 뉴 카니발 R(9인승) 2.2ℓ 디젤                                           | 카니발 R 리무진(9인승) 2.2ℓ 디젤                                       | 카니발 R 하이 리무진(7인승) 2.2ℓ 디젤 | 뉴 카니발 R(9인승) 2.7ℓ LPI | 카니발 R 리무진(9인승) 3.5ℓ 가솔린                               |
| -------------------- | ---------------------------------------------------------------------- | ---------------------------------------------------------------------- | ------------------------------------- | --------------------------- | ---------------------------------------------------------------- |
| 전장 (mm)            | 4,810                                                                  | 5,130                                                                  | 5,145                                 | 4,810                       | 5,130                                                            |
| 전폭 (mm)            | 1,985                                                                  | 1,985                                                                  | 1,985                                 | 1,985                       | 1,985                                                            |
| 전고 (mm)            | 1,760 1,805(루프 랙 적용시)                                            | 1,780 1,820(루프 랙 적용시)                                            | 2,075                                 | 1,760 1,805(루프 랙 적용시) | 1,780 1,820(루프 랙 적용시)                                      |
| 축거 (mm)            | 2,890                                                                  | 3,020                                                                  | 3,020                                 | 2,890                       | 3,020                                                            |
| 윤거 (전, mm)        | 1,685                                                                  | 1,685                                                                  | 1,685                                 | 1,685                       | 1,685                                                            |
| 윤거 (후, mm)        | 1,685                                                                  | 1,685                                                                  | 1,685                                 | 1,685                       | 1,685                                                            |
| 승차 정원            | 9명                                                                    | 9명                                                                    | 7명                                   | 9명                         | 9명                                                              |
| 변속기               | 자동 6단                                                               | 자동 6단                                                               | 자동 6단                              | 자동 4단                    | 자동 6단                                                         |
| 서스펜션 (전/후)     | 맥퍼슨 스트럿/멀티 링크                                                | 맥퍼슨 스트럿/멀티 링크                                                | 맥퍼슨 스트럿/멀티 링크               | 맥퍼슨 스트럿/멀티 링크     | 맥퍼슨 스트럿/멀티 링크                                          |
| 구동 형식            | 전륜 구동                                                              | 전륜 구동                                                              | 전륜 구동                             | 전륜 구동                   | 전륜 구동                                                        |
| 엔진 형식            | D4HB                                                                   | D4HB                                                                   | D4HB                                  | L6EA                        | G6DC                                                             |
| 연료                 | 디젤                                                                   | 디젤                                                                   | 디젤                                  | LPG                         | 가솔린                                                           |
| 배기량 (cc)          | 2,199                                                                  | 2,199                                                                  | 2,199                                 | 2,656                       | 3,470                                                            |
| 최고 출력 (ps/rpm)   | 197/3,800                                                              | 197/3,800                                                              | 197/3,800                             | 161/5,400                   | 275/6,300                                                        |
| 최대 토크 (kg*m/rpm) | 44.5/2,000 (이후 44.5/1,800~2,500으로 변경)                            | 44.5/2,000 (이후 44.5/1,800~2,500으로 변경)                            | 44.5/2,000                            | 25.0/4,000                  | 34.3/4,500                                                       |
| 연비 (km/ℓ)          | 12.9(자동 6단) (이후 도심 10.0/고속 13.4/복합 11.3(자동 6단)으로 변경) | 12.9(자동 6단) (이후 도심 10.0/고속 13.4/복합 11.3(자동 6단)으로 변경) | 12.9(자동 6단)                        | 6.8(자동 4단)               | 9.2(자동 6단) (이후 도심 7.2/고속 9.9/복합 8.2(자동 6단)로 변경) |

## 3세대(YP)

### 올 뉴 카니발(2014년6월~2018년3월)

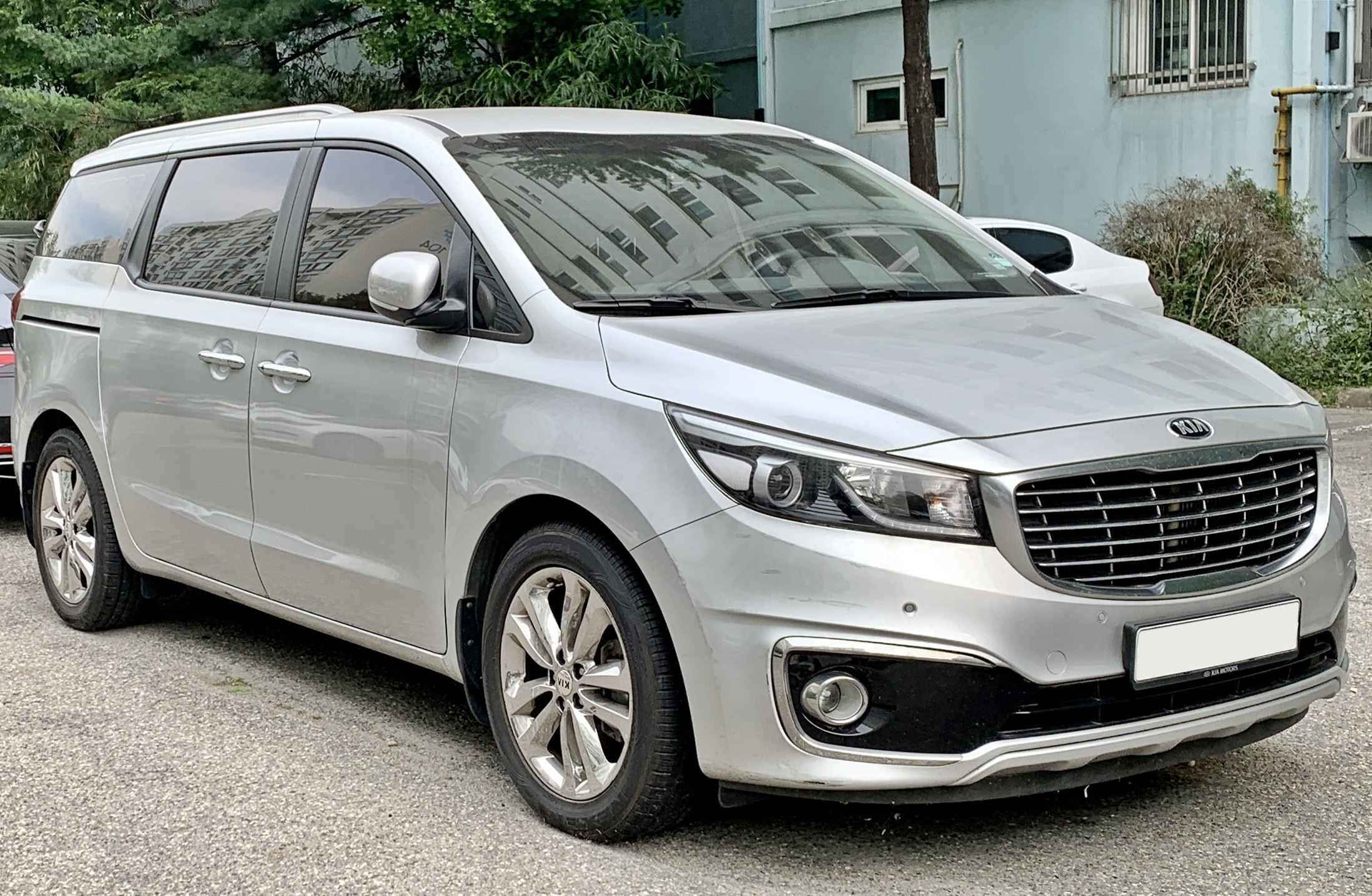
기아 올 뉴 카니발(9인승) 정측면

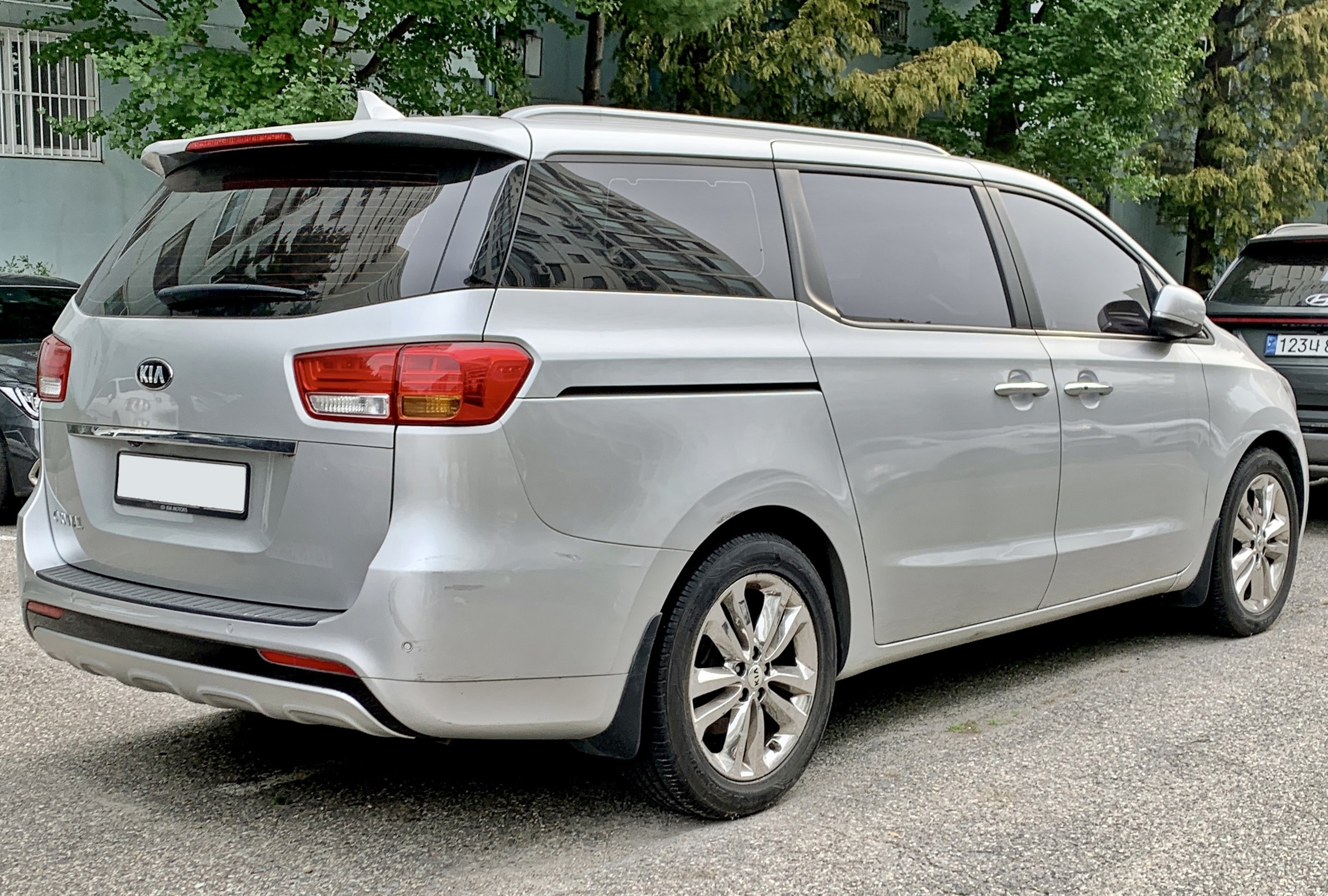
기아 올 뉴 카니발(9인승) 후측면

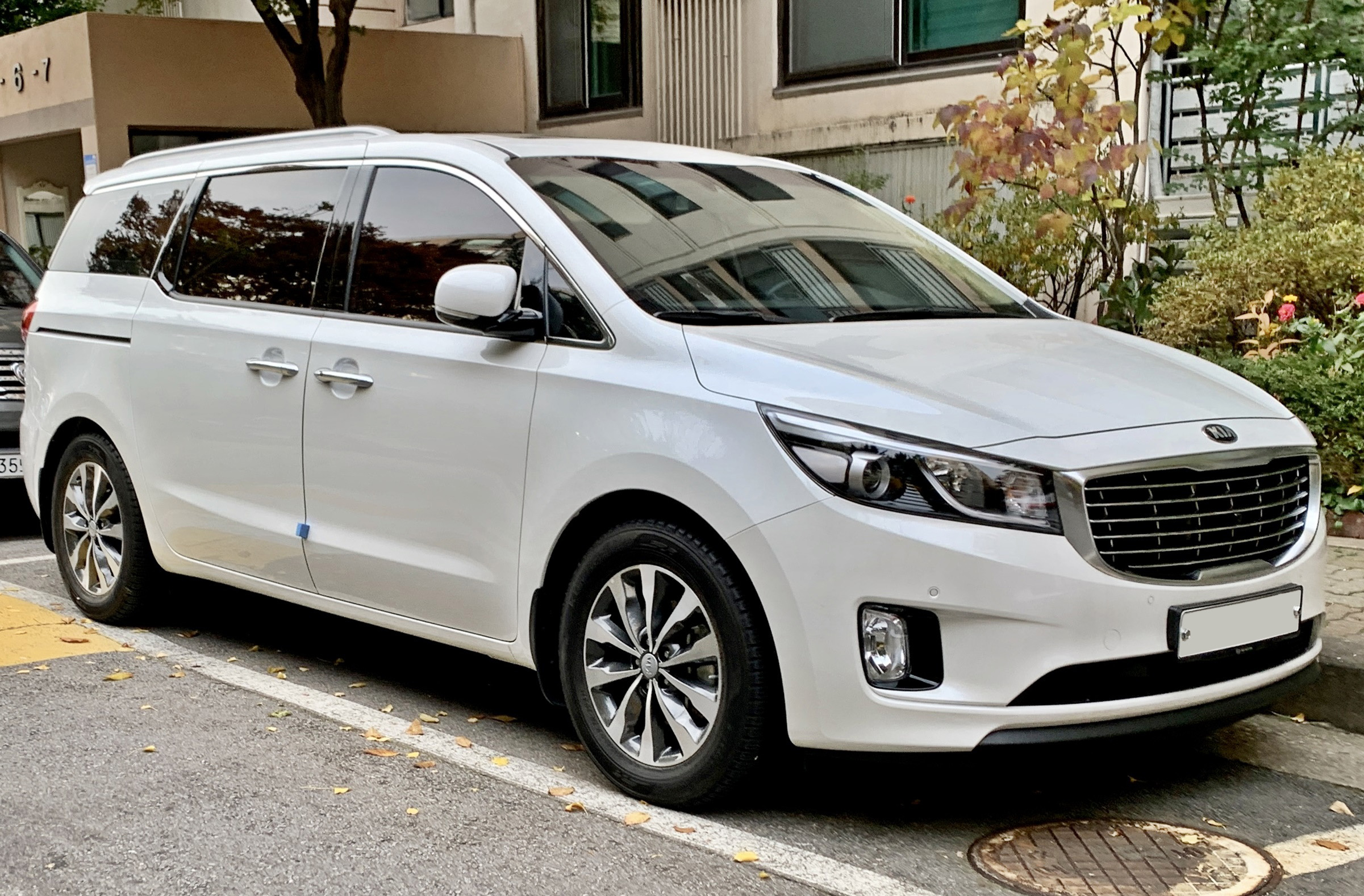
기아 올 뉴 카니발(11인승) 정측면

본래는 2012년에 출시할 계획이었지만 2년 미뤄지면서 2014년 4월에 개최된 뉴욕 모터쇼에서 공개됐고, 대한민국에서는 같은 해 5월 22일에 미디어 설명회를 가졌다. 부산 국제 모터쇼에서 일반인에게 최초로 공개됐으며, 6월 23일에 출시됐다. 2세대가 숏 바디(뉴 카니발)와 롱 바디(그랜드 카니발, 카니발 리무진) 등 2가지 차체로 나뉜 것과 달리, 3세대는 다시 롱 바디의 단일 차체로 통합됐다. 앞 범퍼 하단에 엔진 하부를 보호하는 스키드 플레이트를 적용했고, 창틀에 크롬 몰딩을 적용하여 고급스러운 느낌을 강조했다. 1열 시트 중앙에 보조 시트 대신 노트북 컴퓨터까지 수납할 수 있는 대용량 센터 콘솔을 적용했고, 이 때문에 9인승은 기존의 3+3+3 배열의 3열 시트에서 2+2+2+3 배열의 4열 시트로 바뀌었다. 4열 시트의 활용도가 낮은 점을 감안하여 9인승과 11인승 모두에 적용된 4열 싱킹 팝업 시트는 등받이를 앞으로 접은 후 별도 이동 없이 그대로 누르면 바닥으로 들어가 평평한 공간을 만들어 최대 546ℓ의 적재 공간을 확보할 수 있다. 52%의 초고장력 강판이 적용됐으며, 차체 구조간 결합력 강화를 위한 구조용 접착제가 121m로 대폭 증가했다. 보행자의 머리 상해 위험을 감소시키는 액티브 후드 시스템을 비롯하여 6 에어백, 타이어 공기압 경보 시스템, 경사로 밀림 방지 장치, 급제동 경보 시스템 등이 기본으로 적용됐다. 이 외에도 듀얼 선루프, 버튼 시동 스마트 키, 220V 인버 등이 적용되어 편의성을 높였다. 2.2ℓ 디젤 엔진은 유로 6 기준을 만족시켰고, 여기에 6단 자동변속기를 조합했다. 2015년 3월 30일에는 2015년형이 선보였고, 동시에 V6 3.3ℓ 가솔린 엔진과 2열 VIP 라운지 시트가 적용된 7인승(리무진)이 추가됐다. 7인승(리무진)의 1호차는 당시 그랜드 카니발 하이 리무진의 오너이고 KBS 2TV 슈퍼맨이 돌아왔다에 출연했던 배우 송일국에게 전달됐으며, 송일국과 삼둥이 가족의 프렌디한 이미지가 패밀리 미니밴인 7인승의 카니발 리무진과 잘 어울린다고 판단했다고 기아자동차 측은 밝혔다. 그리고 KBS 2TV 살림하는 남자들은 출연했던 쿨 김성수에게 등장됐다. 그리고 유명한 유튜버인 허팝 등 유명 연예인이 보유하거나 보유하고 있던 차량이다. 2016년 6월 14일에 선보인 2017년형은 앞좌석 스마트 에어백, 스마트 크루즈 컨트롤, 동승석 워크인 스위치가 신규 적용됐다.

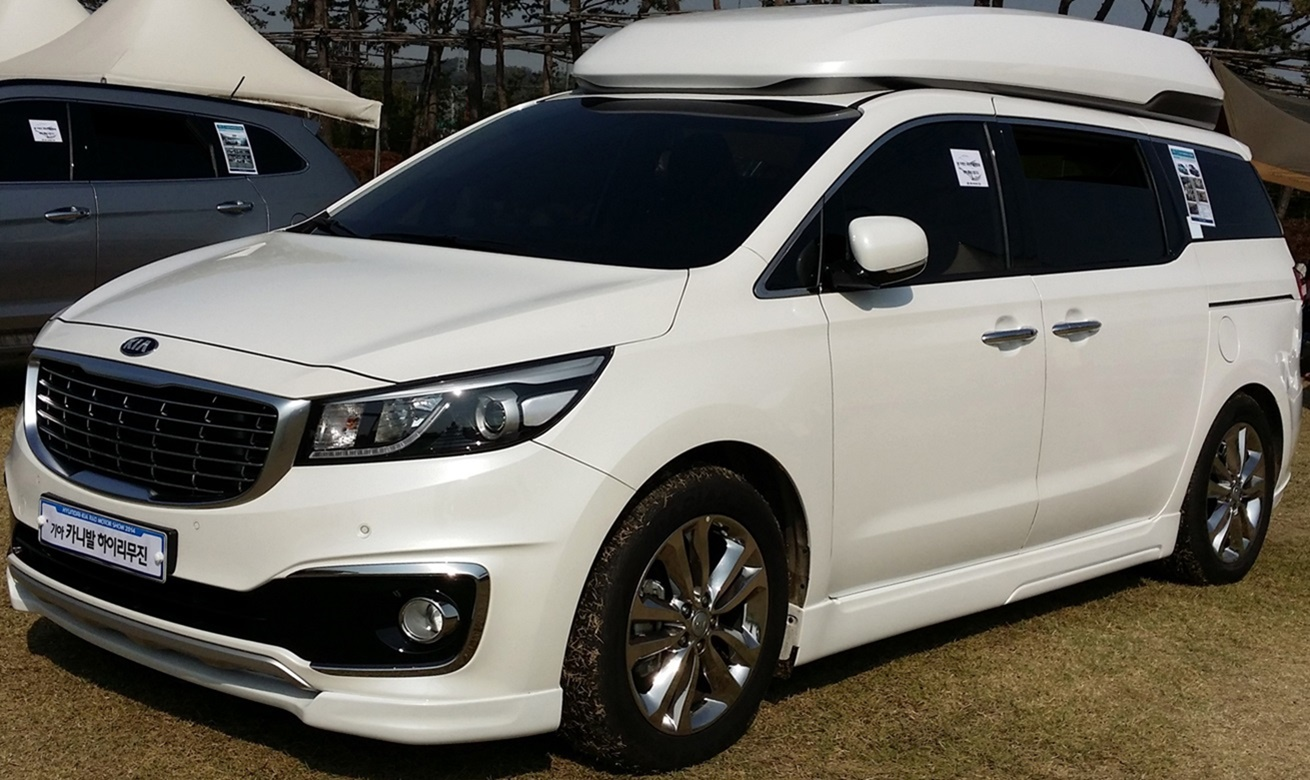
기아 올 뉴 카니발 하이리무진 정측면
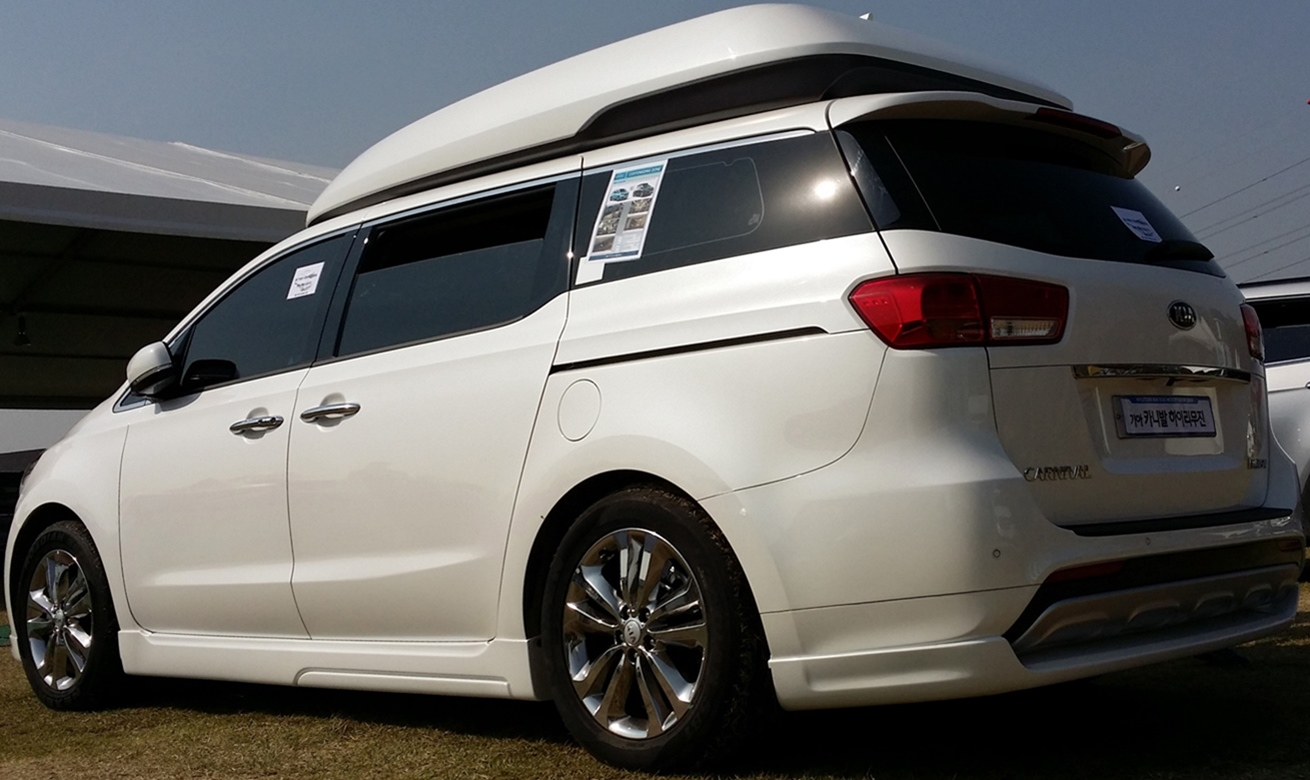
기아 올 뉴 카니발 하이리무진 후측면
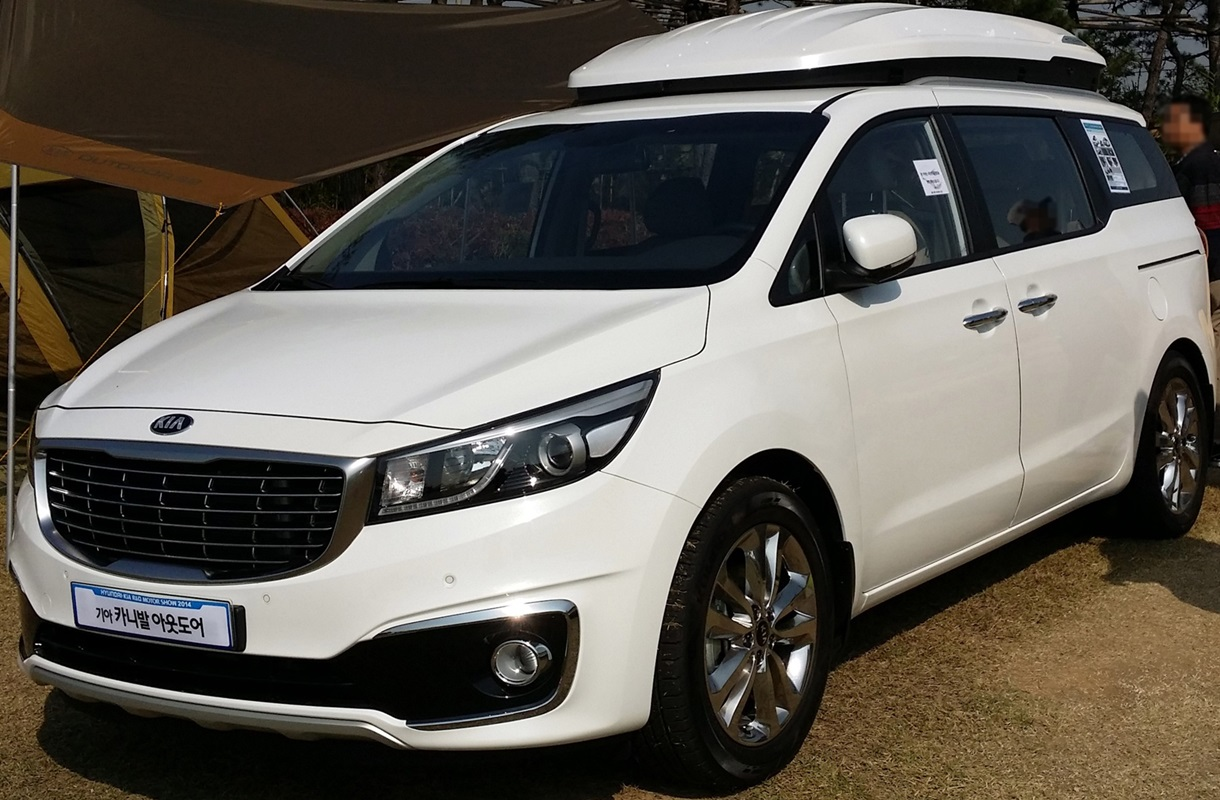
기아 올 뉴 카니발 아웃도어 정측면
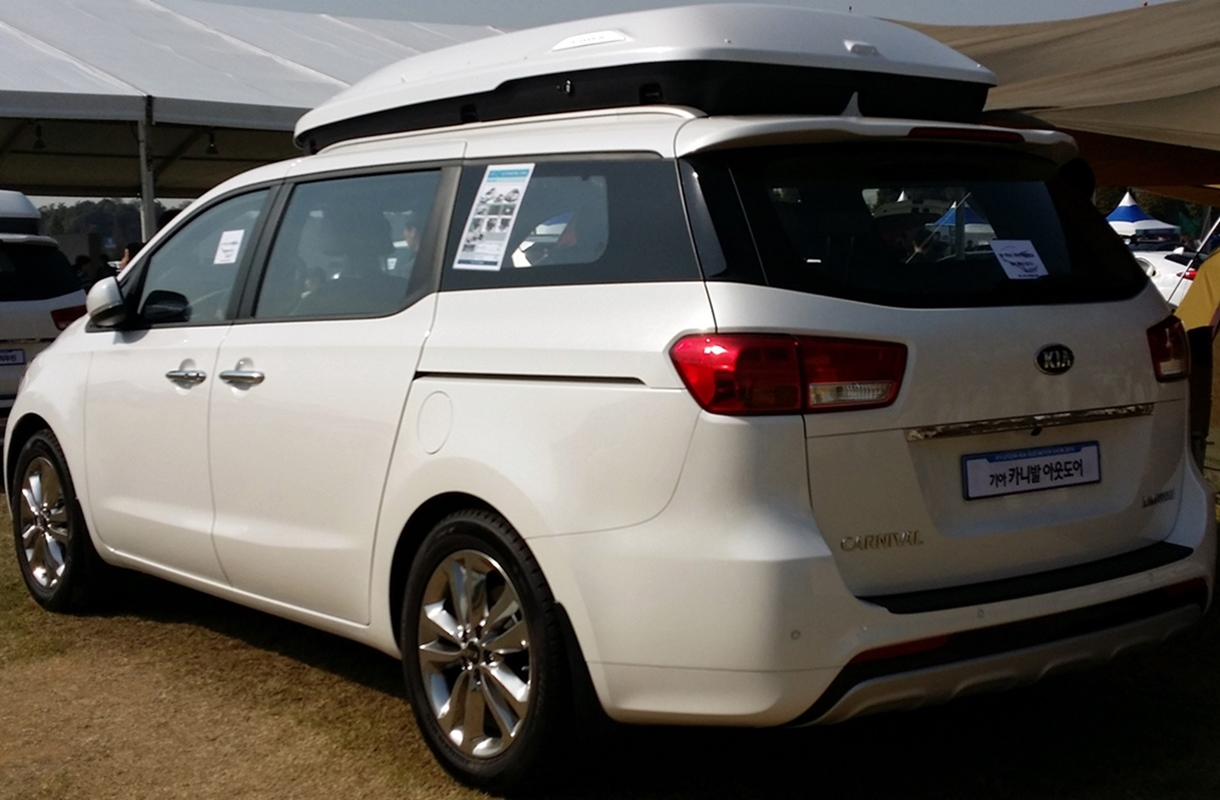
기아 올 뉴 카니발 아웃도어 후측면

| 구분                 | 올 뉴 카니발(7/9인승) 2.2ℓ 디젤                                                        | 올 뉴 카니발(11인승) 2.2ℓ 디젤 | 올 뉴 카니발 하이 리무진(7/9인승) 2.2ℓ 디젤 | 올 뉴 카니발 하이 리무진(11인승) 2.2ℓ 디젤 | 올 뉴 카니발 아웃도어(7/9인승) 2.2ℓ 디젤 | 올 뉴 카니발 아웃도어(11인승) 2.2ℓ 디젤 | 올 뉴 카니발(7/9인승) 3.3ℓ 가솔린 | 올 뉴 카니발 하이 리무진(7/9인승) 3.3ℓ 가솔린                        |
| -------------------- | -------------------------------------------------------------------------------------- | ------------------------------ | ------------------------------------------- | ------------------------------------------ | ---------------------------------------- | --------------------------------------- | --------------------------------- | -------------------------------------------------------------------- |
| 전장 (mm)            | 5,115                                                                                  | 5,115                          | 5,115                                       | 5,115                                      | 5,115                                    | 5,115                                   | 5,115                             | 5,115                                                                |
| 전폭 (mm)            | 1,985                                                                                  | 1,985                          | 1,985                                       | 1,985                                      | 1,985                                    | 1,985                                   | 1,985                             | 1,985                                                                |
| 전고 (mm)            | 1,755                                                                                  | 1,740 1,755(루프 랙 적용시)    | 2,040                                       | 2,040                                      | 2,040                                    | 2,040                                   | 1,755                             | 2,040                                                                |
| 축거 (mm)            | 3,060                                                                                  | 3,060                          | 3,060                                       | 3,060                                      | 3,060                                    | 3,060                                   | 3,060                             | 3,060                                                                |
| 윤거 (전, mm)        | 1,740(R18) 1,735(R19)                                                                  | 1,745(R17) 1,740(R18)          | 1,740(R18) 1,735(R19)                       | 1,740(R18)                                 | 1,740(R18)                               | 1,745(R17)                              | 1,735(R19)                        | 1,740(R18) 1,735(R19)                                                |
| 윤거 (후, mm)        | 1,747(R18) 1,742(R19)                                                                  | 1,752(R17) 1,747(R18)          | 1,747(R18) 1,742(R19)                       | 1,747(R18)                                 | 1,747(R18)                               | 1,752(R17)                              | 1,742(R19)                        | 1,747(R18) 1,742(R19)                                                |
| 승차 정원            | 7명 9명                                                                                | 11명                           | 7명 9명                                     | 11명                                       | 7명 9명                                  | 11명                                    | 7명 9명                           | 7명 9명                                                              |
| 변속기               | 자동 6단                                                                               | 자동 6단                       | 자동 6단                                    | 자동 6단                                   | 자동 6단                                 | 자동 6단                                | 자동 6단                          | 자동 6단                                                             |
| 서스펜션 (전/후)     | 맥퍼슨 스트럿/멀티 링크                                                                | 맥퍼슨 스트럿/멀티 링크        | 맥퍼슨 스트럿/멀티 링크                     | 맥퍼슨 스트럿/멀티 링크                    | 맥퍼슨 스트럿/멀티 링크                  | 맥퍼슨 스트럿/멀티 링크                 | 맥퍼슨 스트럿/멀티 링크           | 맥퍼슨 스트럿/멀티 링크                                              |
| 구동 형식            | 전륜 구동                                                                              | 전륜 구동                      | 전륜 구동                                   | 전륜 구동                                  | 전륜 구동                                | 전륜 구동                               | 전륜 구동                         | 전륜 구동                                                            |
| 엔진 형식            | D4HB                                                                                   | D4HB                           | D4HB                                        | D4HB                                       | D4HB                                     | D4HB                                    | G6DH                              | G6DH                                                                 |
| 연료                 | 디젤                                                                                   | 디젤                           | 디젤                                        | 디젤                                       | 디젤                                     | 디젤                                    | 가솔린                            | 가솔린                                                               |
| 배기량 (cc)          | 2,199                                                                                  | 2,199                          | 2,199                                       | 2,199                                      | 2,199                                    | 2,199                                   | 3,342                             | 3,342                                                                |
| 최고 출력 (ps/rpm)   | 202/3,800                                                                              | 202/3,800                      | 202/3,800                                   | 202/3,800                                  | 202/3,800                                | 202/3,800                               | 280/6,000                         | 280/6,000                                                            |
| 최대 토크 (kg*m/rpm) | 45.0/1,750~2,750                                                                       | 45.0/1,750~2,750               | 45.0/1,750~2,750                            | 45.0/1,750~2,750                           | 45.0/1,750~2,750                         | 45.0/1,750~2,750                        | 34.3/5,200                        | 34.3/5,200                                                           |
| 연료 탱크 용량 (ℓ)   | 80                                                                                     | 80                             | 80                                          | 80                                         | 80                                       | 80                                      | 80                                | 80                                                                   |
| 요소수 탱크 용량 (ℓ) | -                                                                                      | -                              | -                                           | -                                          | -                                        | -                                       | -                                 | -                                                                    |
| 공차 중량 (kg)       | 2,130(7/9인승 R18)/ 2,138(7/9인승 R19)                                                 | 2,137                          | 2,198                                       | 2,190                                      | 2,177                                    | 2,187                                   | 2,047(7인승) /2,120(9인승)        | 2,107(7인승) /2,190(9인승)                                           |
| 연비 (km/ℓ)          | 도심 10.4/고속 13.3/복합 11.5(7/9인승 R18)/ 도심 10.2/고속 12.9/복합 11.2(7/9인승 R19) | 도심 10.5/고속 12.9/복합 11.5  | 도심 9.4/고속 11.5/복합 10.3                | 도심 9.4/고속 11.6/복합 10.3               | 도심 9.4/고속 11.5/복합 10.3             | 도심 9.4/고속 11.6/복합 10.3            | 도심 7.3/고속 10.0/복합 8.3       | 도심 7.2/고속 9.3/복합 8.0(7인승) /도심 6.9/고속 8.8/복합 7.6(9인승) |
| Co2 배출량 (g/km)    | 174(7/9인승 R18)/ 179(7/9인승 R19)                                                     | 175                            | 197                                         | 196                                        | 197                                      | 196                                     | 216                               | 223(7인승) /235(9인승)                                               |

### 더 뉴 카니발(2018년3월~2020년8월)

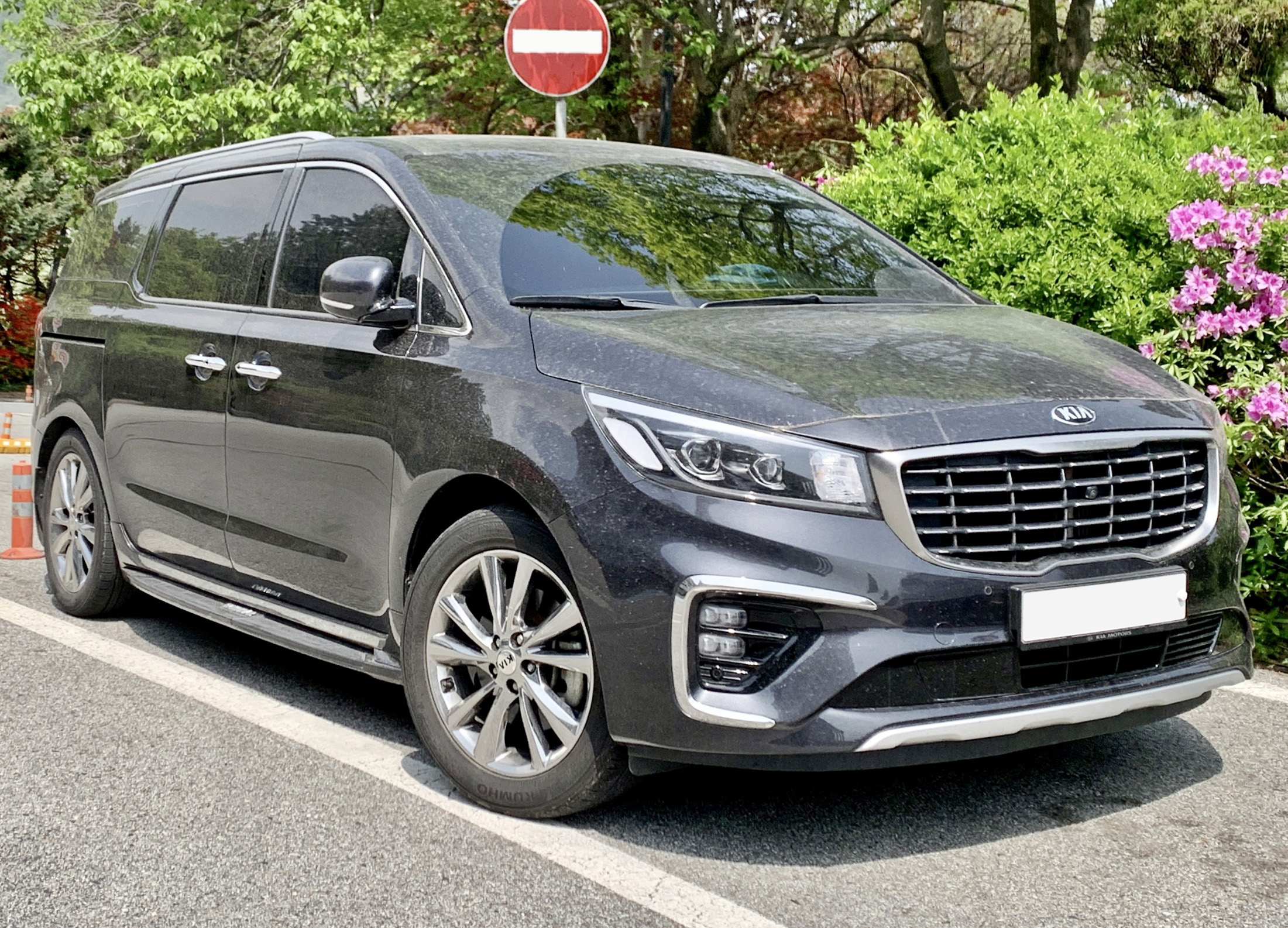
기아 더 뉴 카니발 정측면

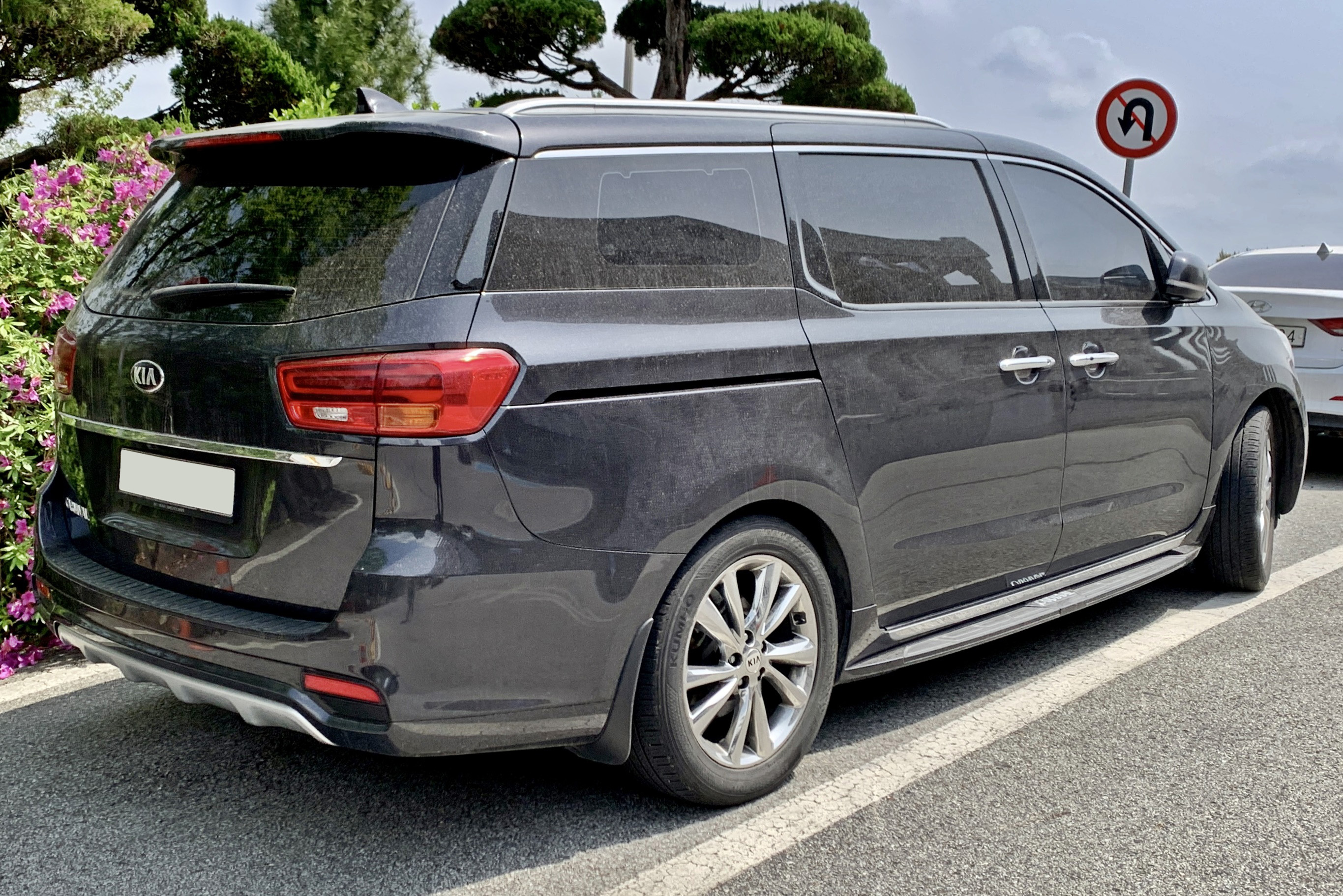
기아 더 뉴 카니발 후측면

2018년 3월 13일에 출시됐다. 기존과는 달리 주입구가 네모 형태로 바뀌었으며 경유사양은 옆에 요소수주입구가 있다. 이 모델부터 새로 진출한 인도에서도 CKD 방식으로 생산을 시작했다.
| 구분                 | 더 뉴 카니발(7/9인승) 2.2ℓ 디젤                                                      | 더 뉴 카니발(11인승) 2.2ℓ 디젤       | 더 뉴 카니발 하이 리무진(7/9인승) 2.2ℓ 디젤                                        | 더 뉴 카니발 하이 리무진(11인승) 2.2ℓ 디젤 | 더 뉴 카니발 아웃도어(9인승) 2.2ℓ 디젤  | 더 뉴 카니발(7/9인승) 3.3ℓ 가솔린       | 더 뉴 카니발 하이 리무진(7/9인승) 3.3ℓ 가솔린                                |
| -------------------- | ------------------------------------------------------------------------------------ | ------------------------------------ | ---------------------------------------------------------------------------------- | ------------------------------------------ | --------------------------------------- | --------------------------------------- | ---------------------------------------------------------------------------- |
| 전장 (mm)            | 5,115                                                                                | 5,115                                | 5,115                                                                              | 5,115                                      | 5,115                                   | 5,115                                   | 5,115                                                                        |
| 전폭 (mm)            | 1,985                                                                                | 1,985                                | 1,985                                                                              | 1,985                                      | 1,985                                   | 1,985                                   | 1,985                                                                        |
| 전고 (mm)            | 1,755                                                                                | 1,740 1,755(루프 랙 적용시)          | 2,040                                                                              | 2,040                                      | 2,040                                   | 1,755                                   | 2,040                                                                        |
| 축거 (mm)            | 3,060                                                                                | 3,060                                | 3,060                                                                              | 3,060                                      | 3,060                                   | 3,060                                   | 3,060                                                                        |
| 윤거 (전, mm)        | 1,740(R18) 1,735(R19)                                                                | 1,745(R17) 1,740(R18)                | 1,740(R18) 1,735(R19)                                                              | 1,740(R18)                                 | 1,735(R19)                              | 1,735(R19)                              | 1,740(R18) 1,735(R19)                                                        |
| 윤거 (후, mm)        | 1,747(R18) 1,742(R19)                                                                | 1,752(R17) 1,747(R18)                | 1,747(R18) 1,742(R19)                                                              | 1,747(R18)                                 | 1,742(R19)                              | 1,742(R19)                              | 1,747(R18) 1,742(R19)                                                        |
| 승차 정원            | 7명 9명                                                                              | 11명                                 | 7명 9명                                                                            | 11명                                       | 9명                                     | 7명 9명                                 | 7명 9명                                                                      |
| 변속기               | 자동 8단                                                                             | 자동 8단                             | 자동 8단                                                                           | 자동 8단                                   | 자동 8단                                | 자동 8단                                | 자동 8단                                                                     |
| 서스펜션 (전/후)     | 맥퍼슨 스트럿/멀티 링크                                                              | 맥퍼슨 스트럿/멀티 링크              | 맥퍼슨 스트럿/멀티 링크                                                            | 맥퍼슨 스트럿/멀티 링크                    | 맥퍼슨 스트럿/멀티 링크                 | 맥퍼슨 스트럿/멀티 링크                 | 맥퍼슨 스트럿/멀티 링크                                                      |
| 구동 형식            | 전륜 구동                                                                            | 전륜 구동                            | 전륜 구동                                                                          | 전륜 구동                                  | 전륜 구동                               | 전륜 구동                               | 전륜 구동                                                                    |
| 엔진 형식            | D4HB                                                                                 | D4HB                                 | D4HB                                                                               | D4HB                                       | D4HB                                    | G6DH                                    | G6DH                                                                         |
| 연료                 | 디젤                                                                                 | 디젤                                 | 디젤                                                                               | 디젤                                       | 디젤                                    | 가솔린                                  | 가솔린                                                                       |
| 배기량 (cc)          | 2,199                                                                                | 2,199                                | 2,199                                                                              | 2,199                                      | 2,199                                   | 3,342                                   | 3,342                                                                        |
| 최고 출력 (ps/rpm)   | 202/3,800                                                                            | 202/3,800                            | 202/3,800                                                                          | 202/3,800                                  | 202/3,800                               | 280/6,000                               | 280/6,000                                                                    |
| 최대 토크 (kg*m/rpm) | 45.0/1,750~2,750                                                                     | 45.0/1,750~2,750                     | 45.0/1,750~2,750                                                                   | 45.0/1,750~2,750                           | 45.0/1,750~2,750                        | 34.3/5,200                              | 34.3/5,200                                                                   |
| 연료 탱크 용량 (ℓ)   | 80                                                                                   | 80                                   | 80                                                                                 | 80                                         | 80                                      | 80                                      | 80                                                                           |
| 요소수 탱크 용량 (ℓ) | 14                                                                                   | 14                                   | 14                                                                                 | 14                                         | 14                                      | -                                       | -                                                                            |
| 공차 중량 (kg)       | 2,160(9인승 R18)/ 2,165(7/9인승 R19)                                                 | 2,175(11인승 R17)/ 2,195(11인승 R18) | 2,230(9인승 R18)/ 2,235(7/9인승 R19)                                               | 2,255(11인승 R18)                          | 2,225(9인승 R19)                        | 2,135(7/9인승 R19)                      | 2,175(7인승 R19)/ 2,205(9인승 R19)                                           |
| 연비 (km/ℓ)          | 도심 10.2/고속 13.4/복합 11.4(9인승 R18)/ 도심 10.1/고속 13.2/복합 11.3(7/9인승 R19) |                                      | 도심 9.6/고속 11.4/복합 10.3(9인승 R18)/ 도심 9.6/고속 11.4/복합 10.3(7/9인승 R19) | 도심 9.6/고속 11.3/복합 10.3(11인승 R18)   | 도심 9.6/고속 11.4/복합 10.3(9인승 R19) | 도심 7.2/고속 9.7/복합 8.2(7/9인승 R19) | 도심 7.1/고속 9.0/복합 7.9(7인승 R19)/ 도심 6.9/고속 8.7/복합 7.6(9인승 R19) |
| Co2 배출량 (g/km)    | 170(9인승 R18)/ 171(7/9인승 R19)                                                     | 169(11인승 R17)/ 172(11인승 R18)     | 189(9인승 R18)/ 189(7/9인승 R19)                                                   | 189(11인승 R18)                            | 189(9인승 R19)                          | 210(7/9인승 R19)                        | 218(7인승 R19)/ 228(9인승 R19)                                               |

## 4세대(KA4)

### 카니발 (2020년8월~2023년10월)

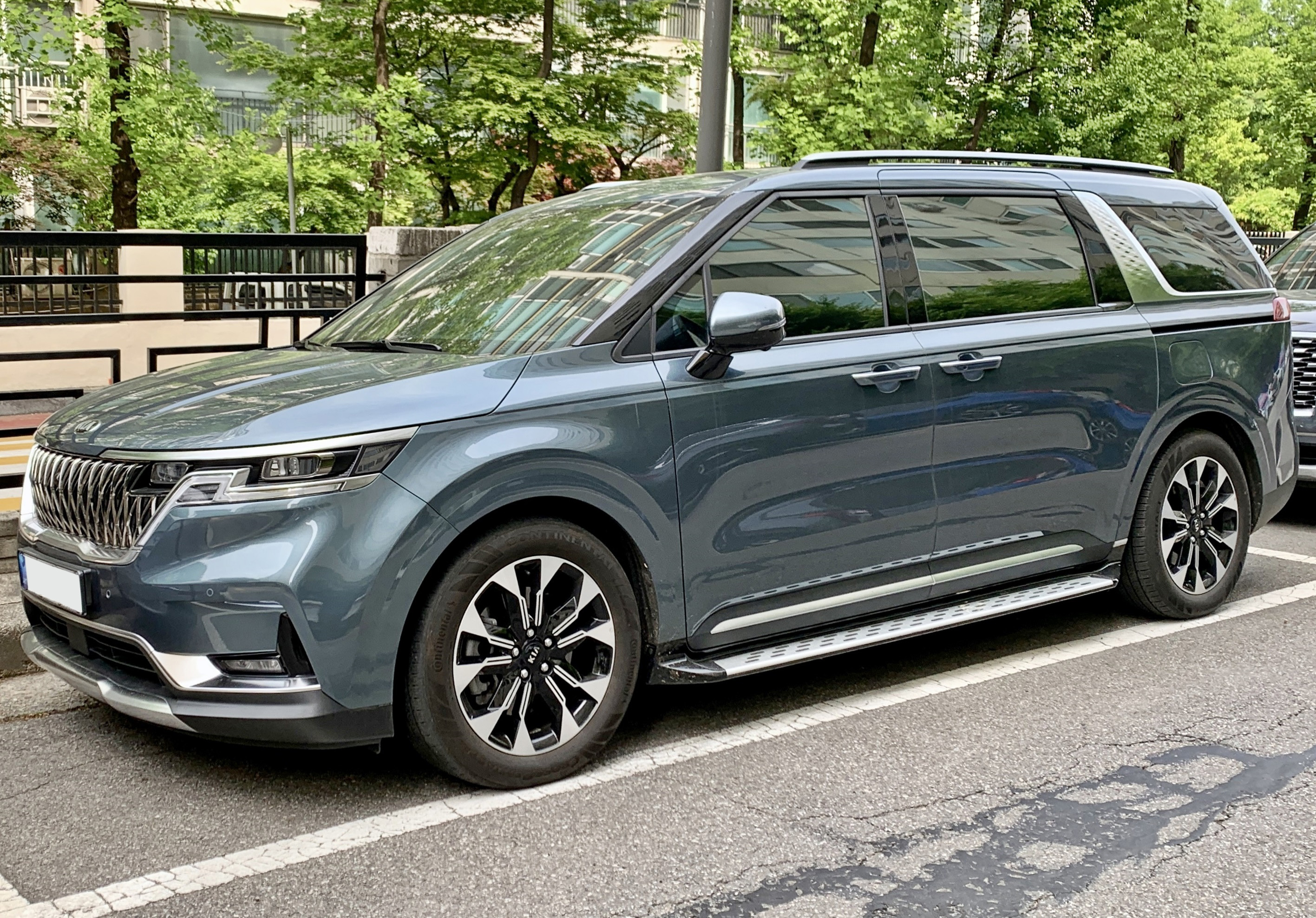
기아 카니발 KA4 정측면

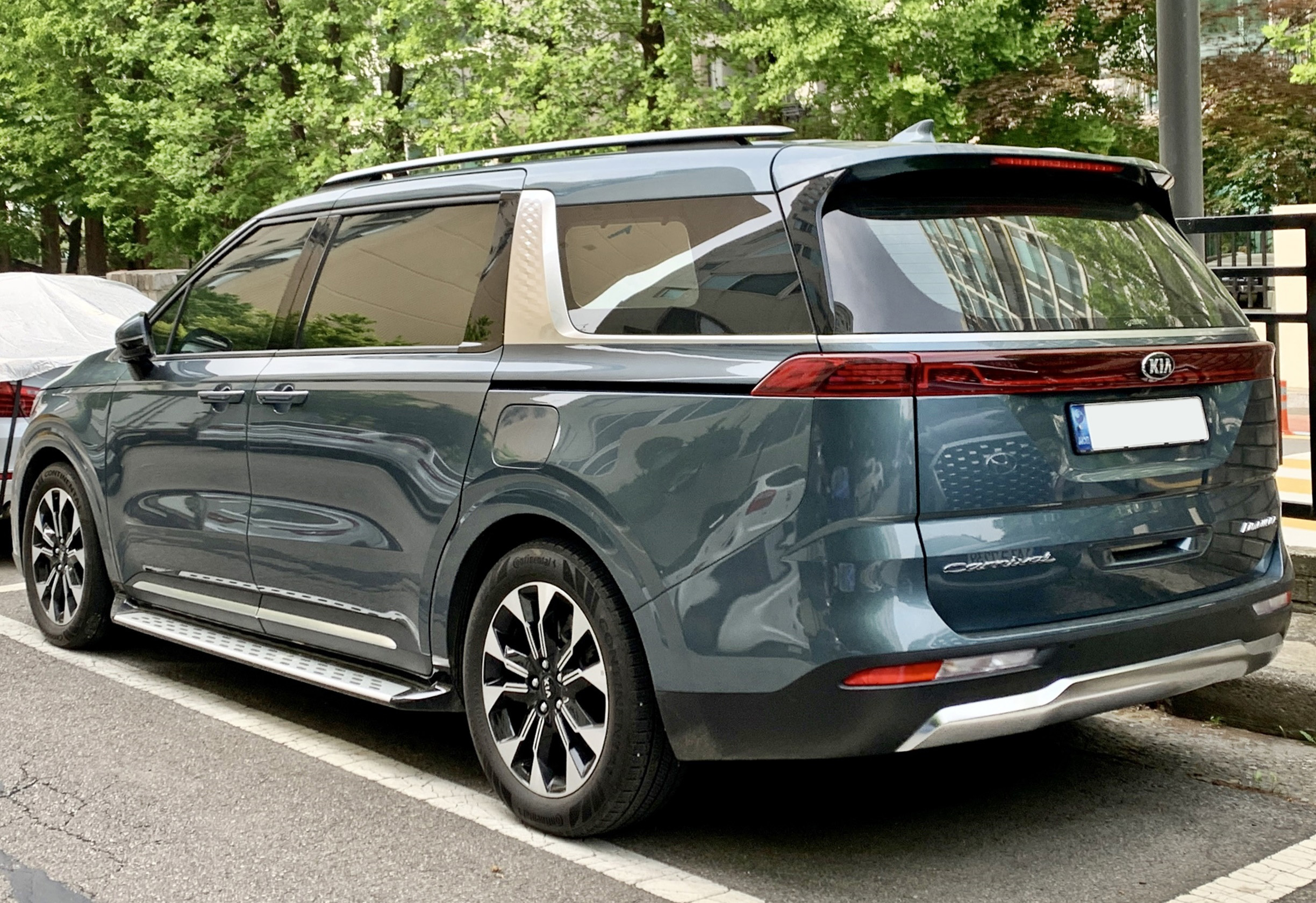
기아 카니발 KA4 후측면

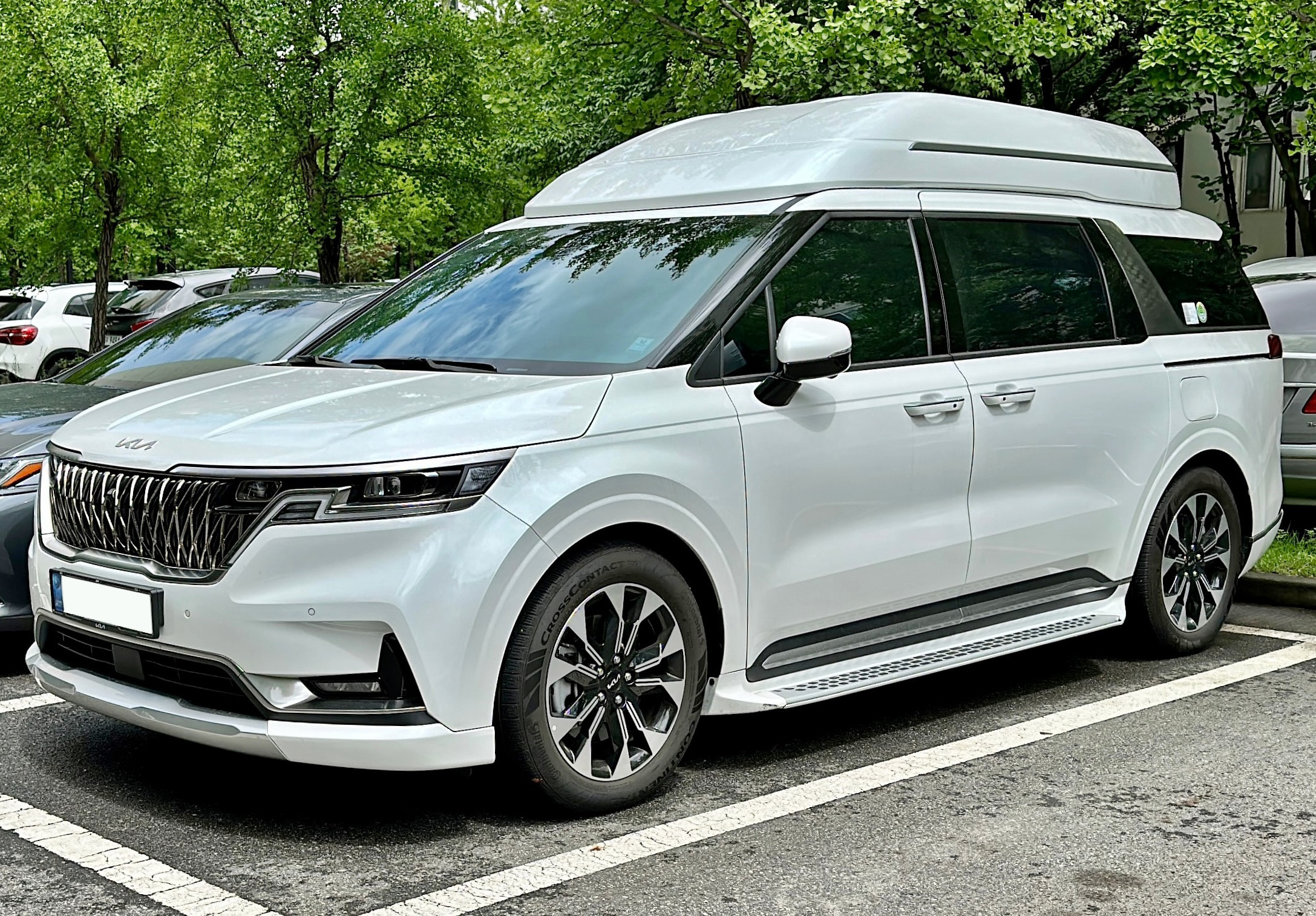
기아 카니발 KA4 하이리무진

8세대 쏘나타의 전륜구동 플랫폼으로 풀 모델 체인지했으며, 이 플랫폼은 스타리아도 공용한다. 2020년 6월에 공개하고 7월 28일부터 사전 계약을 시작했으며, 동년 8월 18일에 출시됐다. 2014년 3세대 이후 6년만에 선보이는 모델로 심포닉 아키텍처 라디에이터 그릴, C필러의 독특한 입체 패턴 크롬 가니쉬, 리어콤비 램프 등 세련된 디자인 및 독보적인 공간 활용성, 최신 편의사양, 첨단 신기술로 재탄생했다. 또한, 스마트 파워 슬라이딩 도어, 원격 파워 슬라이딩 도어, 테일게이트 동시 열림/닫힘, 안전 하차 보조, 승하차 스팟램프,터치식 버튼 등 승하차 관련 신기술이 적용됐다. 2021년 7월 12일, 카니발 하이리무진이 출시됐다. 4인승 모델로 스마트스트림 3.5 가솔린 단일 엔진이 적용됐으며, 하이리무진 전용 튜닝 서스펜션으로 승차감을 최적화했다. 또한 후석 리무진 시트, 7인치 터치식 통합 컨트롤러, 후석 냉·온 컵홀더 등 신규 편의사양을 적용했다. 기아 최초로 적용된 발 마사지기는 헬스케어 전문 기업 ‘휴테크’와 협업해 개발했으며, 2열 좌측 전면부 하단에 위치해 있다. 
| 구분                    | 4세대 카니발 스마트스트림 3.5 가솔린 | 4세대 카니발 스마트스트림 2.2 디젤 |
| ----------------------- | ------------------------------------ | ---------------------------------- |
| 전장 (mm)               | 5,155                                | 5,155                              |
| 전폭 (mm)               | 1,995                                | 1,995                              |
| 전고 (mm)               | 1,740 (1,775)                        | 1,740 (1,775)                      |
| 축거 (mm)               | 3,090                                | 3,090                              |
| 윤거 전 (mm)            | 1,746(18")/1,741(19")                | 1,746(18")/1,741(19")              |
| 윤거 후 (mm)            | 1,746(18")/1,741(19")                | 1,746(18")/1,741(19")              |
| 배기량 (cc)             | 3,470                                | 2,151                              |
| 최고 출력 (ps / rpm)    | 294 / 6,400                          | 202 / 3,800                        |
| 최대 토크 (kgf•m / rpm) | 36.2 / 5,200                         | 45.0 / 1,750                       |
| 최대 타이어             | 235/60R18, 235/55R19                 | 235/60R18, 235/55R19               |
| 브레이크 (전 / 후)      | 벤틸레이티드 디스크 / 디스크         | 벤틸레이티드 디스크 / 디스크       |
| 서스펜션 (전 / 후)      | 맥퍼슨 스트럿 / 멀티링크             | 맥퍼슨 스트럿 / 멀티링크           |

### 더 뉴 카니발 (2023년10월~2024년10월)
2023년 10월 27일에 정식 공개되어, 11월 8일부터 사전계약을 시작했다. 외관 전면부는 기아의 디자인 철학인 오퍼짓 유나이티드를 반영해 ‘스타맵 시그니처 라이팅’ 주간 주행등과 고급스러운 패턴의 대형 라디에이터 그릴이 적용됐다. 측면부는 수직 형상의 전∙후면 램프, 전면부와 후면부는 스타맵 리어 콤비네이션 램프가 적용됐다. 외장 색상은 아이보리 실버, 스노우 화이트 펄, 아스트라 블루, 오로라 블랙 펄, 판테라 메탈, 세라믹 실버 등 6종으로 운영된다.

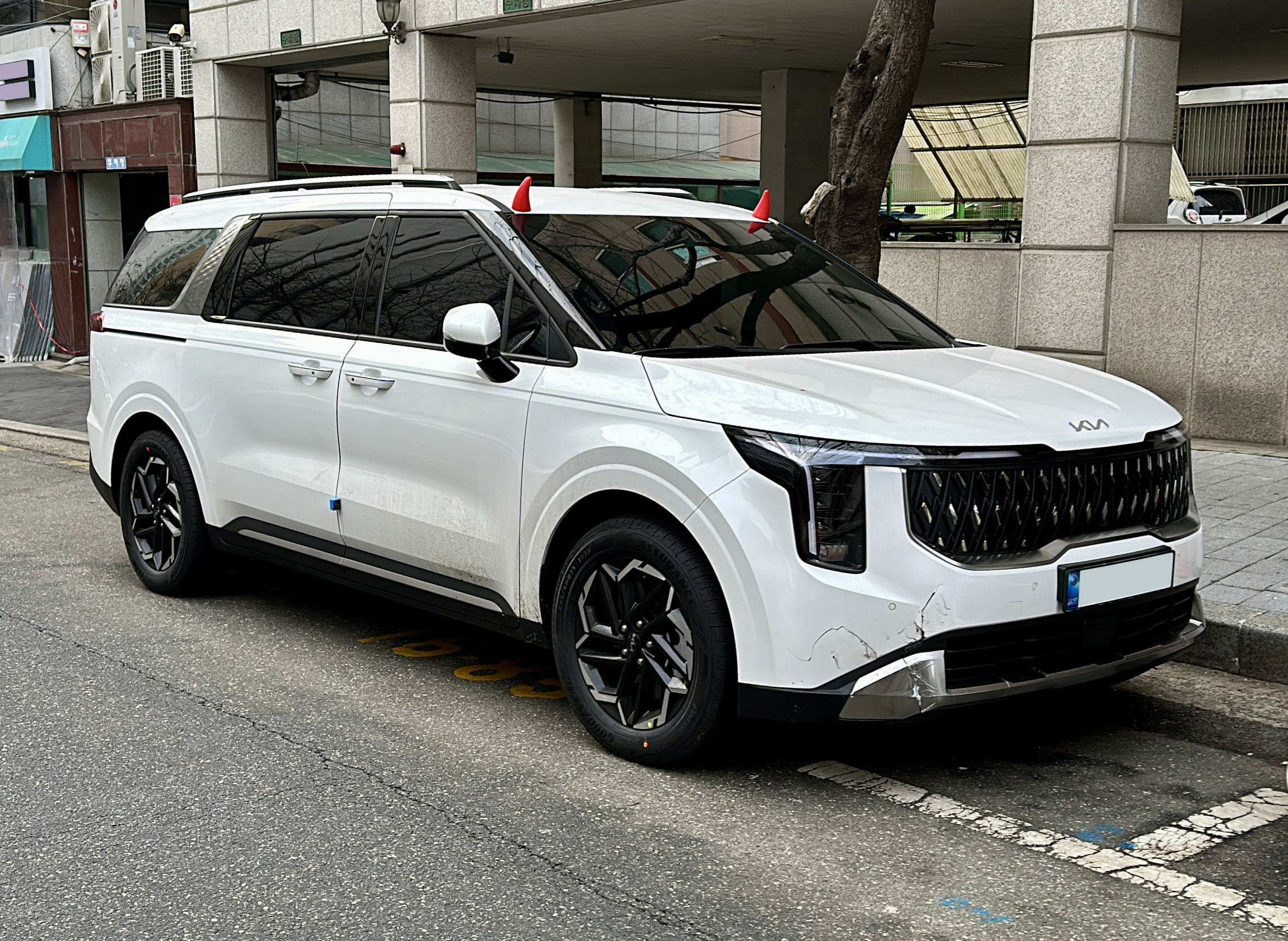
기아 더 뉴 카니발 정측면
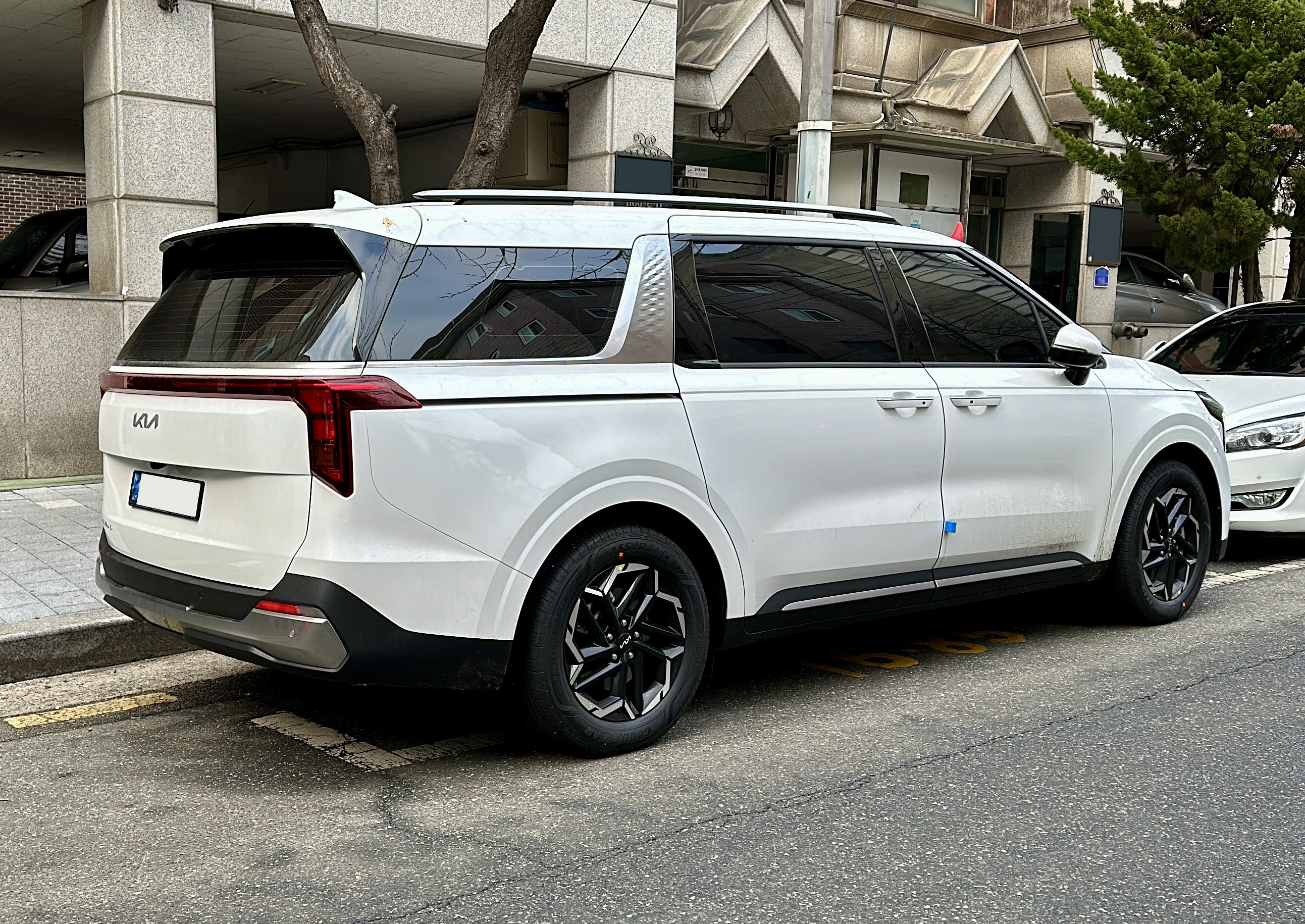
기아 더 뉴 카니발 후측면
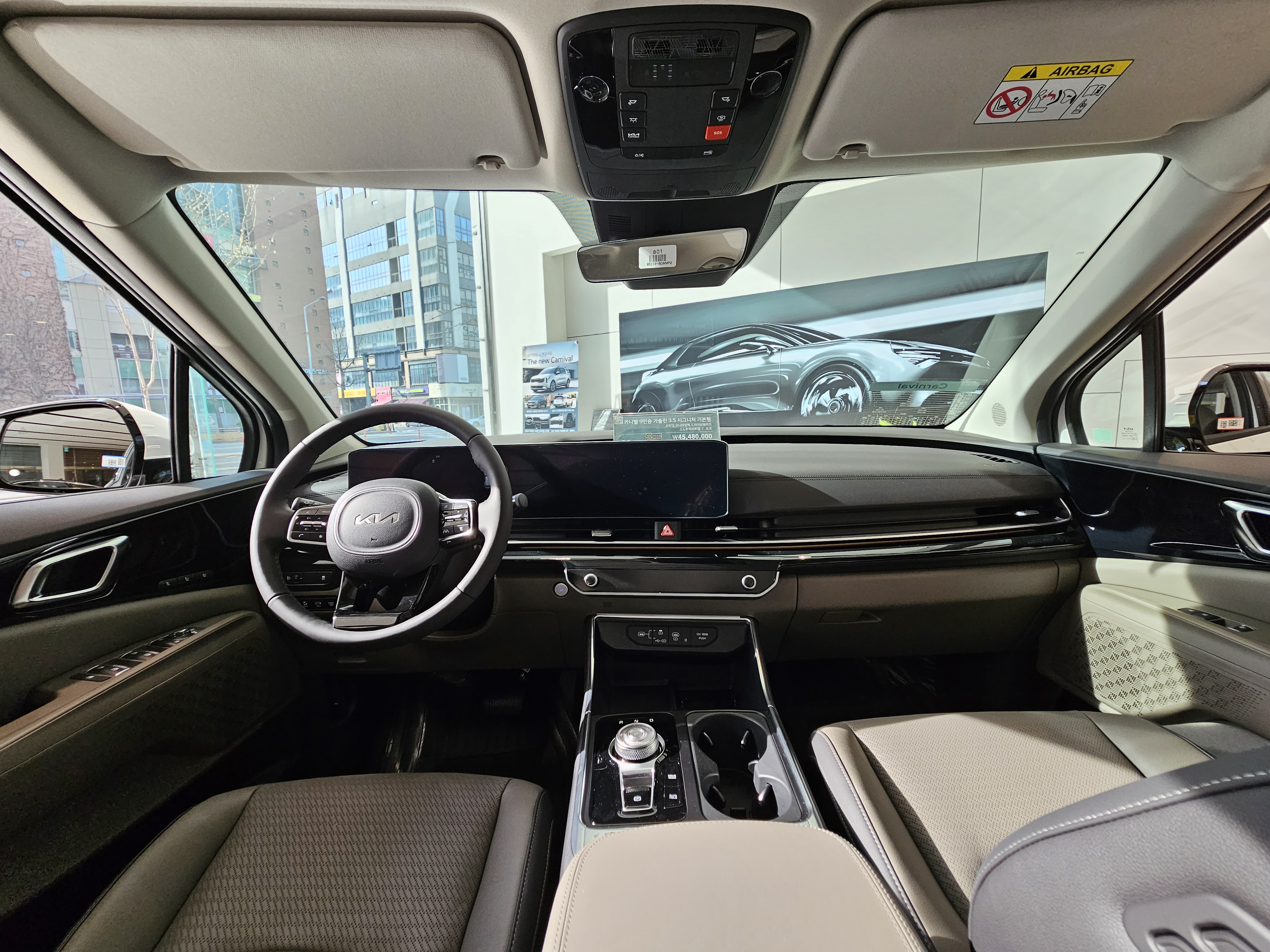
기아 더 뉴 카니발 실내

실내는 각각 12.3인치 클러스터와 파노라믹 커브드 디스플레이, 차세대 인포테인먼트 시스템 ccNC, 인포테인먼트/공조 전환 조작계 등이 적용됐으며, 앰비언트 라이트를 크래쉬패드까지 확대 적용됐다. 내장 색상은 토프, 네이비 그레이와, 코튼 베이지 등 3종으로 운영된다.

UV-C 살균 암레스트 수납함, 에어컨 광촉매 살균 시스템이 기아 차종 최초로 적용됐으며, 멀티존 음성인식, 기아 디지털 키 2, 2열 다이내믹 바디 케어 시트, 2열 시트벨트 버클 조명 등의 편의 사양이 탑재됐다.

더 뉴 카니발은 가솔린과 디젤, 하이브리드 총 3종의 파워트레인 라인업으로 출시했다.
그리고 11인승이 단종되고, 7, 9인승으로만 판매한다.

### The 2025 카니발 (2024년10월~2025년8월)
2024년 10월 14일에 정식 출시된 The 2025 카니발은 전 트림에 조향 제어 방식을 보강해 기존 대비 차로 중앙 유지 성능을 향상시킨 차로 유지 보조 2와 정전식 센서를 활용한 스티어링 휠 그립 감지, 새로운 디자인의 스티어링 휠 등의 신규 사양을 기본 적용했으며, 시그니처 트림부터 디지털 키 2, 터치타입 아웃사이드 도어핸들 등의 편의 사양을 기본 적용했다.
그래비티 트림에서 스노우 화이트 펄 외장 색상을 선택할 수 있으며, 노블레스 트림에 코튼 베이지와 네이비 그레이 내장 색상을 추가했다.
판매가격은 9인승 3.5 가솔린 모델 3,551만 원부터, 9인승 1.6 터보 하이브리드 모델 4,006만 원부터 시작이다. 7인승 3.5 가솔린 모델은 4,250만 원부터, 7인승 1.6 터보 하이브리드 모델은 4,700만 원부터 시작이다. 아니다. 2025년 8월 31일에는 9인승 3.5 가솔린 모델과 9인승 1.6 터보 하이브리드와 7인승 3.5 가솔린 모델과 7인승 1.6 터보 하이브리드 모델이 단종되었다.

### The 2026 카니발 (2025년8월~)
2025년 8월 18일에 카니발의 연식 변경 모델인 ‘The 2026 카니발’이 출시됐다.
The 2026 카니발은 기본 트림인 프레스티지에 스마트 파워테일게이트, 전자식 룸미러가 기본 사양으로 탑재됐다.
노블레스 트림에는 멀티존 음성인식, 기아 디지털 키 2, 터치타입 아웃사이드 도어핸들을 기본 적용했으며, 시그니처 트림에는 LED 리어 콤비네이션 램프와 리어 LED 턴시그널 램프를 기본화했다.
또한 디자인 특화 트림인 ‘그래비티’의 명칭을 ‘X-Line’으로 변경하고, 블랙 색상의 전용 엠블럼과 다크 그레이 색상의 전용 휠캡을 추가했다.
The 2026 카니발은 3.5 가솔린과 1.6 터보 하이브리드 두 가지 파워트레인으로 운영된다.
The 2026 카니발 9인승의 트림별 가격은 3.5 가솔린 기준 프레스티지 트림 3,636만 원, 노블레스 트림 4,071만 원, 시그니처 트림 4,426만 원, X-Line 트림 4,502만 원이며, 1.6 터보 하이브리드 기준 프레스티지 트림 4,091만 원, 노블레스 트림 4,526만 원, 시그니처 트림 4,881만 원, X-Line 트림 4,957만 원이다.
7인승의 트림별 가격은 3.5 가솔린 기준 노블레스 트림 4,265만 원, 시그니처 트림 4,637만 원, X-Line 트림 4,689만 원이며, 1.6 터보 하이브리드 기준 노블레스 트림 4,708만 원, 시그니처 트림 5,080만 원, X-Line 트림 5,132만 원이다. (※개별소비세 3.5% 적용)

## 역대 슬로건

### 1세대(KV-2/GQ)
- 승용차의 새로운 선택 (카니발)
- 대한민국 미니밴 (카니발)
- 21C형 밀레니엄 (카니발)
- 대한 민국 미니밴의 완성 (카니발 II)
- Let's Play! (카니발 II)

### 2세대(VQ)
- 꿈꾸던 라이프 스타일의 시작 (그랜드 카니발)
- 이젠, 프리미엄이 라이프 스타일 (그랜드 카니발)
- 내 가족의 리무진 (뉴 카니발)

### 3세대(YP)
- 아빠가 가르쳐준 세상 (올 뉴 카니발)
- Family Premium Lounge (더 뉴 카니발)

### 4세대(KA4)
- CONNECTING HUB (카니발 KA4)

## 라인업

### 1세대
카니발(1998년~2001년)
- 트립(디젤)
- 트립(디젤 6인승 밴)(2000년 출시)
- E-TEC(LPG)(1999년 출시)
- 랜드(디젤)
- 랜드(디젤 6인승 밴)(2000년 출시)
- 랜드(LPG)(1999년 출시)
- 파크(디젤)
- 파크(LPG)(1999년 출시)
- 파크(가솔린)

카니발 Ⅱ(2001년~2005년)
- 트립(디젤)
- 트립(디젤 6인승 밴)(2002년 단종)
- E-TEC(LPG)(2003년 단종)
- 랜드(디젤)
- 랜드(디젤 6인승 밴)(2002년 단종)
- 랜드(LPG)(2003년 단종)
- 파크(디젤)
- 파크(LPG)(2003년 단종)
- 파크(가솔린)
- 프리미엄(디젤)(2004년 출시)

### 2세대
그랜드 카니발(2005년~2010년)
- GX(디젤)
- GX(LPI)(2008년 출시)
- GX 그랜드 팩(디젤)(2006년 출시)
- GX 그랜드 팩(LPI)(2008년 출시)
- GLX(디젤)
- GLX(LPI)(2008년 출시)
- 리미티드(디젤)(2005년 출시→2007년 단종)
- 프레지던트(디젤)(2007년 출시)
- 프레지던트(가솔린)(2011년 출시)
- 하이 리무진 GX(디젤)(2006년 출시)
- 하이 리무진 GLX(디젤)(2006년 출시)
- 이지 무브 GLX 8인승 크레인 장착형(디젤)(2006년 출시)
- 이지 무브 GLX 11인승(디젤)(2006년 출시)

뉴 카니발(2006년~2010년)
- GX(디젤)
- GX(LPI)(2008년 출시)
- GLX(디젤)
- GLX(LPI)(2008년 출시)
- 리미티드(디젤)(2007년 단종)
- 리무진 GLX(디젤)(2007년 출시)
- 리무진 GLX(가솔린)(2010년 출시)
- 리무진 프레지던트(디젤)(2007년 출시)
- 리무진 프레지던트(가솔린)(2010년 출시)
- 하이 리무진 기본형(디젤)(2010년 단종)
- 하이 리무진 고급형(디젤)(2010년 단종)

그랜드 카니발 R(2010년~2014년)
- GX(디젤)
- GX(LPI)(2011년 단종)
- GX 그랜드 팩(디젤)(2011년 단종)
- GX 그랜드 팩(LPI)(2011년 단종)
- GLX(디젤)
- GLX(가솔린)(2011년 출시)
- GLX(LPI)(2011년 단종)
- 스페셜(가솔린)(2011년 출시→2011년 단종)
- 프레지던트(디젤)
- 프레지던트(가솔린)(2011년 출시→2011년 단종)
- 하이 리무진 GX(디젤)
- 하이 리무진 GLX(디젤)
- 이지 무브 GLX 8인승 크레인 장착형(디젤)
- 이지 무브 GLX 11인승(디젤)

뉴 카니발 R(2010년~2014년)
- GX(디젤)
- GX(LPI)(2010년 단종)
- GLX(디젤)
- GLX(LPI)(2010년 단종)
- 리무진 GLX(디젤)
- 리무진 GLX(가솔린)(2010년 출시)
- 리무진 프레지던트(디젤)
- 리무진 프레지던트(가솔린)(2010년 출시)
- 하이 리무진 기본형(디젤)(2010년 단종)
- 하이 리무진 고급형(디젤)(2010년 단종)

### 3세대
올 뉴 카니발(2014년~2018년)
- 11인승 디럭스
- 9인승/11인승 럭셔리
- 9인승/11인승 프레스티지
- 9인승/11인승 노블레스
- 9인승 노블레스 스페셜
- 7인승 매직 스페이스
- 7인승 VIP
- 7인승 프레지던트
- 아웃도어 9인승/11인승 프레스티지
- 아웃도어 7인승 VIP
- 하이 리무진 9인승럭셔리
- 하이 리무진 9인승/11인승 프레스티지
- 하이 리무진 9인승 노블레스
- 하이 리무진 7인승 프레지던트
- 하이 리무진 7인승 VIP

더 뉴 카니발(2018년~2020년)
- 11인승 디럭스
- 9인승 럭셔리
- 9인승/11인승 프레스티지
- 9인승 노블레스
- 9인승 노블레스 스페셜
- 7인승 VIP
- 7인승 프레지던트
- 아웃도어 9인승 프레스티지
- 하이 리무진 9인승 럭셔리
- 하이 리무진 9인승/11인승 프레스티지
- 하이 리무진 9인승 노블레스
- 하이 리무진 9인승 노블레스 스페셜
- 하이 리무진 7인승 VIP
- 하이 리무진 7인승 프레지던트

## 수상 내역
- 미국 카 앤 드라이버 <2025 에디터스 초이스 어워즈> - '하이브리드 미니밴' 부문 (카니발 하이브리드)
- 미국 카 앤 드라이버 <2025 에디터스 초이스 어워즈> - '미니밴' 부문

## 각종 미디어에서의 등장

### 비디오 게임에서의 등장
- 3D운전교실(4세대 전에는 3세대)

### 만화에서의 등장
- 변신자동차 또봇 - 또봇 카고 (3세대 모델)